# 赤溪街道
赤溪街道位于浙江省金华市兰溪市区西南部。赤溪街道下辖23个行政村，人口1.8万，土地总面积2790.01公顷，为兰溪六大街道中人口最少的一个街道，是兰溪市最重要的纺织业发展基地之一。在兰溪市人民政府撰写的《兰溪市土地利用总体规划（2006-2020年）》中，赤溪街道被规划为兰溪市未来中心城区，属于兰溪市第一等级城镇，兰溪市主要产粮区之一。
- 街道荣誉：中国毛巾之乡、浙江省省级教育强乡（2005）、浙江省省级体育强乡（2012）、2021年度新时代美丽城镇建设（2021）[5]

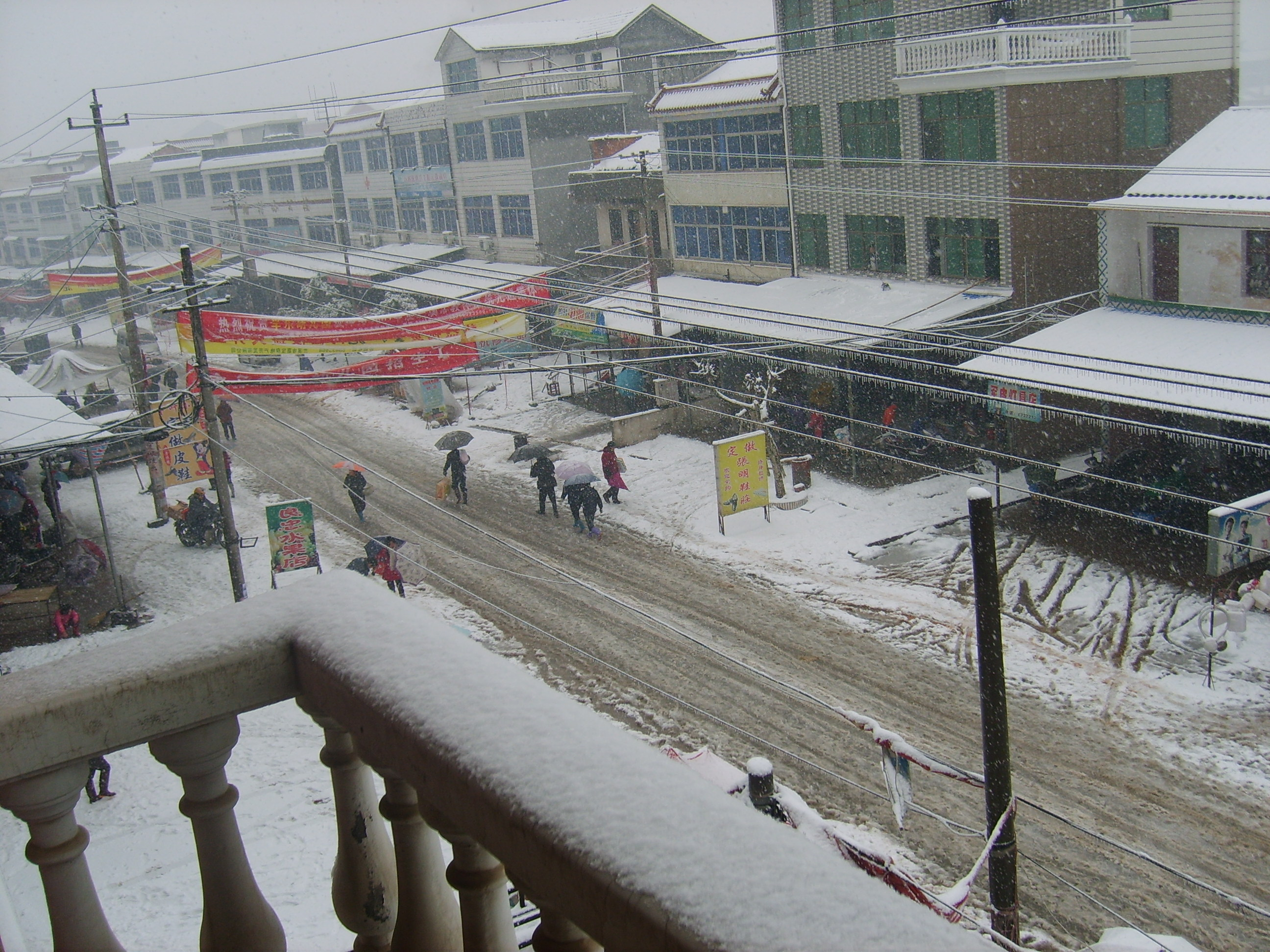
石龙头雪景

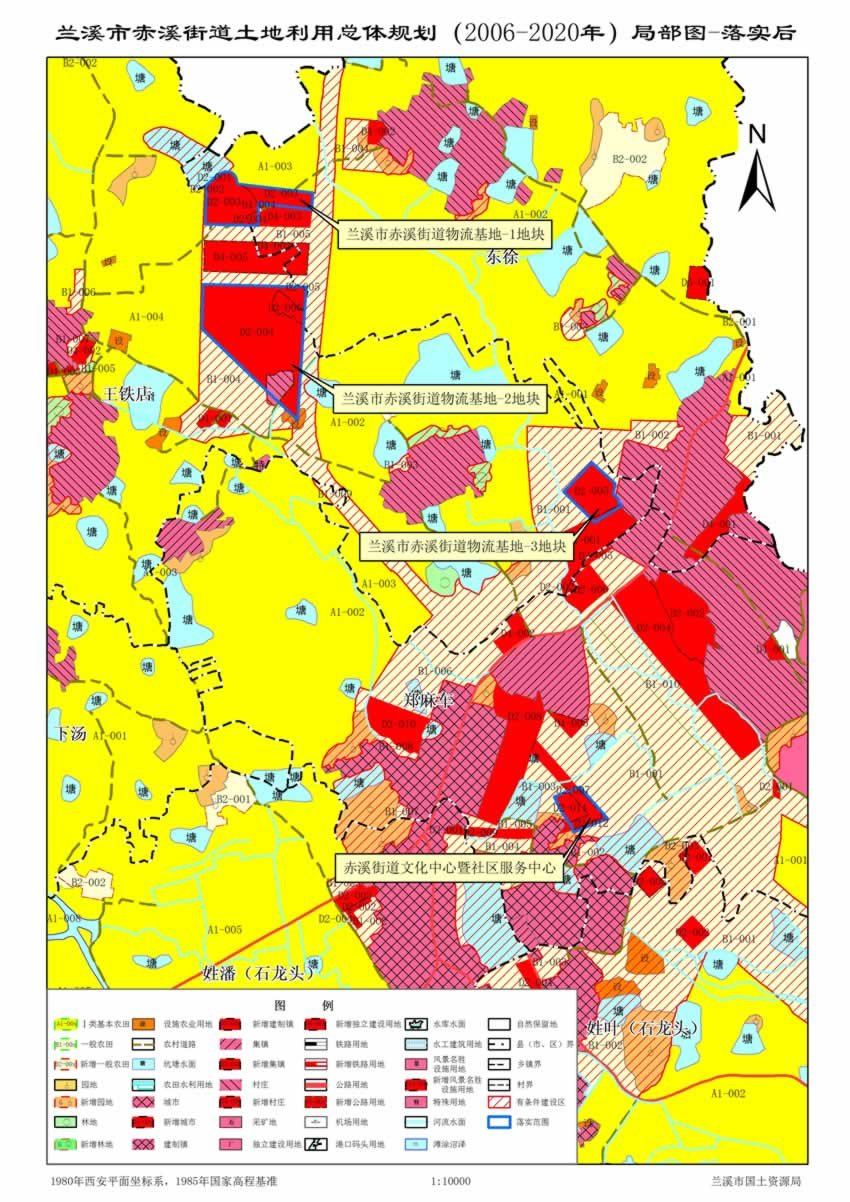
赤溪街道土地利用总体规划(2006-2020)石龙头局部图-落实后

## 名称来由
赤溪街道地处黄土丘陵，土质红赤。境内有一溪流名为赤溪，雨季溪流水成红赤，故取其意而名之——赤溪。

### 赤溪（河流）
赤溪为赤溪街道境内流经溪流；亦名永昌溪，上游称张溪，中游称竹溪。发源于建德县赤姑坪，向南流经东风水库至永昌，经杨塘折东南过赤溪桥头，与白沙溪会合，经插口入衢江。横穿瑞溪，永昌，赤溪3乡镇，长21km，在兰溪市境内流域面积135平方公里，总落差470米，河道比降3.15‰。径流曲折，断面狭小，水流受阻严重。上游有金山头，火炉山两座水库（合称东风水库），控制集雨面积50平方公里，有4条小支游：下凌溪，下洪溪，胡思溪，白沙溪。

## 历史沿革
- 1979年，张公潭电灌站竣工投入使用，渠道全长8350米，渡槽4座，穿山隧道4条，可灌溉1.8万亩良田，总投资124.5万元。
- 1987年4月10日，遭特大风雹袭击，果树、春粮、秧苗被砸，受损严重[4]。
- 1992年5月，原杨塘乡并入赤溪乡。
- 1993年，投资178万建造衢江防洪堤。
- 1995年，投资50万建造乡中心小学教师宿舍楼。
- 1996年，改造兰(溪)游(埠)公路赤溪段8公里，耗资160万元；开通程控电话耗资160万元。
- 1997年元旦，开通有线电视。
- 1998年，兴办毛巾工业园区，占地8.4公顷，年底竣工投入使用，投入资金1000万元.
- 1998年，进行“三江”治理，建设后龚防洪闭合圈，投资1400万元。
- 1998年10月1日，建成赤溪初中教学楼和教师宿舍楼，耗资120万元。
- 1998年11月，建成石龙头集镇菜市场；
- 1998年，14个村完成了再延长30年不变的土地延包工作（有“三江”治理任务的9个行政村除外）。
- 2004年，经浙江省人民政府批复[7]，撤销赤溪乡建制，调整设立赤溪街道办事处，作为兰溪市政府的派出机构。管理范围为原赤溪乡行政区域，共23个行政村，办事处驻姓潘村(原赤溪乡政府驻地)。
- 2005年，被浙江省教育厅督导处列入《第九批浙江省教育强镇》[8]。
- 2007年8月，原赤溪中心小学与原赤溪初中合并成现在的九年一贯制学校：赤溪中心学校。
- 2011年7月，过境赤溪街道的330国道兰溪市区过境段改建工程竣工，交通条件进一步改善。
- 2012年12月，经浙江省体育局审核评比为《浙江省第八批体育强镇（乡）》[9]。
- 2014年，110kV赤溪输变电工程即将落成，能源供应得到强力保障。

## 行政区划
- 邮政编码：321104。

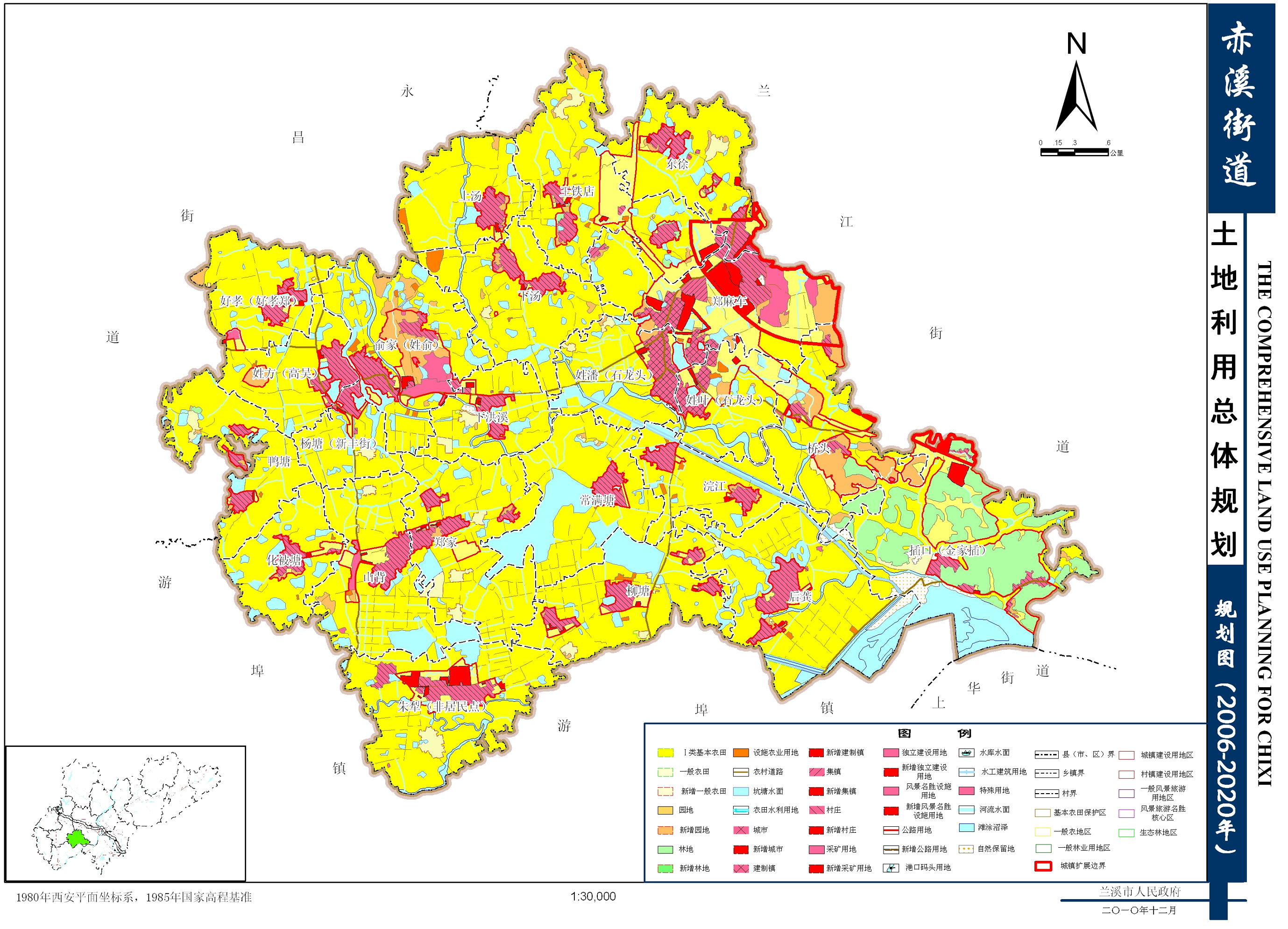
赤溪街道行政规划

- 常住人口2013年底16766人[10](2005年城镇人口0.48万，农业人口1.4万；规划2020年城镇人口1.0万，农业人口1.6万[3])。男女比例为104:100，自然增长率为7‰左右。
- 辖23个行政村：姓潘、姓叶、上汤、下汤、下洪溪、王铁店、东徐、郑麻车、浣江、常满塘、柳塘、后龚、赤溪桥头、插口、俞家、姓方、杨家、鸭塘、好孝、化被塘、山背、郑家、朱犁,区域面积2.17万亩[10]。

### 自然村归类
- 街道现有23个自然村分为中心村型、基层村型、撤并村型、村改居型四大类型。其中村改居型包括 5 个自然村，中心村型包括 4个自然村，撤并村型包括 6个自然村，其余为基层村型自然村。
- 5个村改居型自然村，为插口、赤溪桥头、姓叶、郑麻车、东徐[2]。

### 行政区域历史变更
- 兰溪之地，自秦置县，名乌伤，隶属会稽郡，西汉因之；东汉初平三年(192年)，分乌伤县南乡置长山县，兰溪地属长山县；三国吴宝鼎元年(266年)，于长山设置东阳郡，兰溪为东阳郡长山县西部的三河戍。隋开皇九年(589年)，以长山等九县为吴州。十二年该长山县为吴宁县，十三年改吴州为婺州，十八年该吴宁为金华县，置三河戍堡。唐咸亨五年（674年），在三河戍地置县，因县西兰荫山下有溪，崖岸多兰茞，故溪以兰名，县以溪名[6]。
- 清朝推行乡里都图制。乡与里并级，乡下为都，都下为图，图下为自然村。今赤溪街道隶属于甘棠乡新丰里（辖十七、十八、十九都，共29图）。清末改一图为一庄[6]。
- 民国时期行政建制多次变更，由庄变乡，再由乡改村里，继而合并村、里为乡，见下表格[6]：

| 民国35年2月 | 民国35年2月 | 民国27年10月 | 民国27年10月 | 民国23年3月 | 民国23年3月 | 民国17年至20年村、里名称 | 民国30年 | 民国20年 | 民国18年 | 民国17年 |
| 乡镇名      | 保数        | 乡镇名       | 保数         | 乡镇名      | 保数        | 民国17年至20年村、里名称 | 民国30年 | 民国20年 | 民国18年 | 民国17年 |
| 赤溪乡      | 8           | 赤溪乡       | 8            | 柿北乡      | 3           | 长岗村，王庄村，尽龙村   | 县直辖区 | 第四区   | 甘棠区   | 溪西区   |
| 赤溪乡      | 8           | 赤溪乡       | 8            | 显溪乡      | 7           | 显湖村，赤溪村，赵塘村   | 县直辖区 | 第四区   | 甘棠区   | 永昌区   |

- 1949年中华人民共和国成立，兰溪废除保甲制度，建立乡镇建制；1950年为便于土地改革，全兰溪县划分为85乡1镇[6]：

| 1956年   | 1956年 | 1950年 | 1950年         | 1949年7月 | 1949年7月 |
| 区       | 乡镇   | 区     | 乡镇           | 区        | 乡镇      |
| 直属乡镇 | 杨塘乡 | 兰西区 | 樟林乡，杨塘乡 | 兰西区    | 环衢乡    |
| 直属乡镇 | 溪西乡 | 兰西区 | 赤溪乡，塔山乡 | 兰西区    | 赤溪乡    |

- 1957年至1958年多次撤并，全县建立7个人民公社，公社下辖管理区，生产大队，生产小队[6]：

| 人民公社 | 1958年                                                                                    | 1959年                                   | 1960年                                               |
| -------- | ----------------------------------------------------------------------------------------- | ---------------------------------------- | ---------------------------------------------------- |
| 永昌     | 永昌，清塘， 社峰，华南，诸葛，仁塘，双牌，杨塘，赤溪，汪高，温塘，登胜，和平，溪西，塔山 | 永昌，满塘，华南，诸葛，杨塘，赤溪，汪高 | 永昌，清塘，华南，诸葛，杨塘，赤溪，汪高，登胜，双牌 |

- 1961年，调整公社规模，赤溪街道隶属永昌区，所在区共有生产大队102个，生产小队891个[6]。

- 1981年居民点名称经过地名普查实现标准化（以下统计数据为当年普查结果）：
  - 杨塘乡，面积9.764平方公里，1677户，6685人，其中集体户11户，68人。乡人民政府驻姓俞，辖9个村民委员会[6]。
  - 赤溪乡，面积17.798平方公里，2556户，10372人，其中集体27户，142人。乡人民政府驻石龙头，辖14个村经委员会[6].

| 杨塘乡 |     |      |                                                                  |
| 行政村 | 户  | 人   | 所辖自然村                                                       |
| 俞家   | 233 | 905  | 姓俞（旧名俞家），毛驯                                           |
| 杨家   | 114 | 434  | 杨家，新丰街，下吴                                               |
| 姓方   | 152 | 528  | 姓方，高吴（旧名高店）                                           |
| 好孝   | 121 | 482  | 好孝郑，两门头                                                   |
| 鸭塘   | 147 | 602  | 鸭塘，叶家，杨木塘，木瓜头                                       |
| 化被塘 | 139 | 557  | 化被塘，徐家堑                                                   |
| 山背   | 252 | 1007 | 吴塘，童家，后麻车，王册里                                       |
| 郑家   | 257 | 1020 | 郑家，周家，杨家，吕家，汤家，徐家（包括上徐店，下徐店），新殿下 |
| 朱犁   | 251 | 1082 | 朱坑桥，犁头尖，下余经堂                                         |

| 赤溪乡   |     |      |                                      |
| 行政村   | 户  | 人   | 所辖自然村                           |
| 姓潘     | 182 | 701  | 石龙头（旧名尽龙头），凤凰山，松塘角 |
| 姓叶     | 180 | 663  | 石龙头，里秋郭                       |
| 王铁店   | 253 | 1044 | 王铁店，下经堂，前店，胡浩峰，叶村   |
| 上汤     | 140 | 578  | 上汤                                 |
| 下汤     | 178 | 771  | 下汤，张村，张麻车                   |
| 下洪溪   | 127 | 509  | 下洪溪，项家，姓邵                   |
| 常满塘   | 186 | 695  | 常满塘（旧名常甘塘），下杨，小项家   |
| 浣江     | 153 | 588  | 浣江，张家                           |
| 柳塘     | 215 | 930  | 柳塘，杨麻车，下赵，青龙山，前山     |
| 后龚     | 265 | 1185 | 后龚，前龚，施家                     |
| 赤溪桥头 | 142 | 483  | 桥头，小前叶，里塘山，山后，桥下     |
| 插口     | 198 | 819  | 金家插，青山垄，如来殿，赵家         |
| 郑麻车   | 182 | 726  | 郑麻车，徐家，陶村，龚家，汪庄       |
| 东徐     | 128 | 538  | 东徐，上叶塘，上胡，前郑             |

- 1985年4月，撤销兰溪县建制，建立兰溪市[6]。

- 1992年5月，原杨塘乡并入赤溪乡。

## 民族构成
居民绝大多数是汉族，畲族为少数民族。

## 自然地理

### 地理位置
- 赤溪街道位于兰溪市区西南部，东邻兰江街道，南邻衢江，隔江与上华街道相望，西同游埠镇毗邻，北与永昌街道接壤。距市区8公里。

### 气候
- 辖区气候温和，年平均气温18℃，光照充足，无霜期长， 在270天左右，年相对湿度77％；年平均降水量1371mm。

### 地形地貌
- 辖区面积27.562平方公里， 年未耕地总面积为19707.85亩，其中水田面积为18177.37亩。
- 属黄土丘陵，地形呈梯形，地势由北向南倾斜。南邻衢江有一小部分沙质土地，属淤积而成。辖区海拔为33-84.9m， 最高点在桥头村的桥头山，海拔84.9m，最低点在后龚村的园地，海拔33m。
- 自然水域：水域90.11公顷，滩涂沼泽20.35公顷，自然保留地15.41公顷（2005年）[2]。
- 2005年，全街道保有耕地1792.89公顷，园地89.85公顷，林地109.89公顷，其它农用地352.26公顷；建制镇33.10公顷，集镇5.00公顷，村庄226.56公顷，采矿用地和独立建设用地24.32公顷，交通水利用地28.39公顷，其它建设用地1.89公顷[2]。
- 至2020年，规划发展目标：保有耕地1801.28公顷，园地91.00公顷，林地108.63公顷，其它农用地359.49公顷；建制镇54.16公顷，集镇5.16公顷，村庄211.30公顷，采矿用地和独立建设用地27.28公顷，交通水利用地10.84公顷，其它建设用地1.21公顷[2]。

土壤类型
| 赤溪街道所辖区域土壤类型一览表 |        |            |              |                       |
| 土类                           | 亚类   | 土属       | 土种         | 百分比%（兰溪市范围） |
| 水稻土                         | 渗育型 | 紫泥田     | 紫泥田       | 9.34                  |
| 水稻土                         | 渗育型 | 红紫泥田   | 红紫泥田     | 3.8                   |
| 水稻土                         | 潴育型 | 泥质田     | 泥质田       | 7.21                  |
| 水稻土                         | 潴育型 | 泥质田     | 泥筋田       | 0.23                  |
| 水稻土                         | 潴育型 | 培泥砂田   | 黄土坤半啥田 | 2.59                  |
| 水稻土                         | 潴育型 | 老黄筋泥田 | 老黄筋泥田   | 6.25                  |
| 水稻土                         | 潴育型 | 紫泥砂田   | 紫泥砂田     | 9.69                  |
| 水稻土                         | 潴育型 | 紫泥砂田   | 紫大泥田     | 7.17                  |
| 潮土                           | 潮土   | 清水砂     | 清水砂       | 33.6                  |
| 潮土                           | 潮土   | 培泥土     | 培泥土       | 4.8                   |
| 潮土                           | 潮土   | 泥砂土     | 泥砂土       | 24.2                  |

## 交通

### 道路建设
- 赤溪街道辖区内有2条过境县级公路：一为起于兰溪，石龙头，经杨塘、上王，至游埠；二为起于兰溪，石龙头，经伍家圩、邵家，至游埠。有县内巴士过境，约15分钟一班，至兰溪市客运西站票价3元，至游埠镇3元（2010年6月）；经杨塘方向车次较多。
- 2011年7月，330国道兰溪段改道工程竣工通车，避开原先通过的兰溪市区。改道后的330国道途径赤溪街道，极大地改善该街道的交通情况(330国道兰溪市区过境段公路改建工程全长13.43公里，总投资4.5025亿元，涉及上华、兰江、赤溪三个街道的18个行政村，拟占用土地共74.64公顷。公路按一级公路工程标准设计，设计速度为每小时100公里[12]）。
- 改道后的330国道（温寿线）自东南向西北贯穿过境，与自北向南的张士线（从张泽岗，石龙头，杨塘，下王，寺基，游埠岛龙游县的士元）在石龙头交汇，另一条从石龙头经伍家圩、邵家、百斗畈、寺基到游埠。从石龙头出发，车型15分钟可分别到达杭金衢高速公路游埠、沈村两个互通口，交通十分便利[4]。
- 随着兰溪总体经济增长，城市建设重心转移，城市规模不断扩展，市区环城西路已直通辖区，城乡融合愈加紧密。

### 交通服务
- 2010年，兰溪市推行城乡巴士一体化。在此之前，城乡交通由浙江长风汽车运输有限公司承包于个体客运班车承包经营者；因政策调整，于2010年7月24日与承包经营者洽谈客运班车的回购交接事宜，并签订《提前终止<客车承包合同>及补偿协议》，由此，赤溪街道被正式纳入兰溪市公交系统。

### “四好农村路”

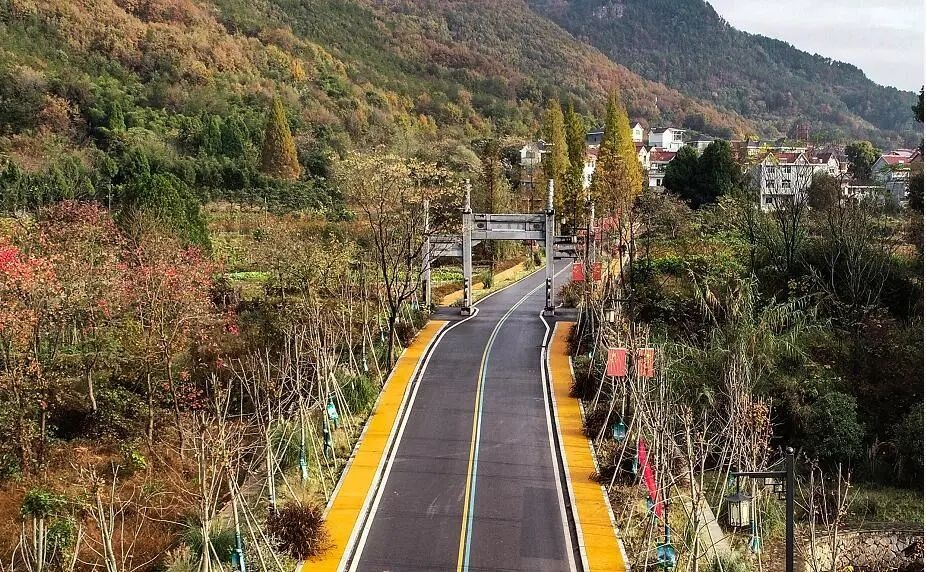
修善一新的乡村道路

本世纪初，赤溪境内多为普通的水泥路面，路不宽，双向车辆中稍有大型车辆行驶容易造成交通堵塞，加之重型车流量较多，路面破坏严重。自兰溪市“四好农村路”三年行动计划实施以来，该路段被列入改造计划。2020年3月，兰溪交投集团投资1500万元，将原路面局部拓宽至8米并全线采用沥青摊铺，实现整条石寺线道路的“白改黑”，为该区农村旅游项目改善道路通行条件。
现如今，沿着兰溪市赤溪街道石龙头一路往西行驶，长约11公里的石寺线沥青道路宽敞平摊，路面交通标线清晰显眼，将荷花小镇常满塘村、千年古镇游埠镇等旅游景点串点成线，深度融合“交通+旅游”，带动当地乡村旅游经济效益。“道路改造提级以后，道路行驶通畅了，慕名前来我们村的游客数量也比往年明显增多，观光、度假、写生、采摘莲子等。乡村旅游因路得到发展，全村的收入也比往年可观，村民钱袋子变鼓了，幸福感更强了。”常满塘村书记满意地说。

## 经济
- 自上世界80年代开始，赤溪的工业经济就以纺织块状为特色，23个行政村几乎都能看到纺织企业的影子，素有“毛巾之乡”之称。2012年底，全街道共有企业164家，实现工业总产值126950万元，税收入库21278万元，其中规模以上企业14家，主要集中在纺织、机械等行业。纺织业是赤溪街道工业经济的支柱产业，共有纺织企业90多家，占全街道工业总产值的74.13%[14]。
- 效益农业初具规模，建成了以果蔬专业合作社为龙头早熟蜜梨基地；以姓叶养蜂业、柳塘养猪业、俞家梅花鹿养殖为代表的畜牧业养殖基地；以杨塘畈千亩花卉苗木基地；以郑家、常满塘、柳塘等村7000亩珍珠小蚌、鳖类特种养殖基地等四大块状为特色的农业格局。

### 产业布局
2014年，赤溪街道确立了“三个接轨”的总体发展思路，即接轨经济开发区(兰溪经济技术开发区)、接轨现代物流园(浩鑫物流园)、接轨城市后花园(京兰文化园)。
按照赤溪街道集镇村庄规划，依托市开发区和街道原有工业功能区及330国道外迁改到路线进行布局。工业用地布局在330国道和金秋岗工业园区之间，使整个园区连接成片与周边工业用地一起形成工业用地规模，另外，在原有俞家毛驯毛巾园区及朱犁工业园区的基础上适当扩展；集镇依托330国道和现集镇范围，根据集镇规划需求布局建设用地。

### 赤溪工业园
赤溪街道金秋岗园区毗邻新330国道，为市经济开发区赤溪分区，2007年经兰溪市人民政府批准设立，园区开发用地规划145公顷。
园区发展主要沿330国道两侧展开，市开发区近在咫尺；规划高标准，专门邀请华中科技大学就集镇、园区重新规划，规划科学，布局合理；园区配套齐全，近年累计实现园区基础投入超亿元，开发面积2300余亩，现有入园企业60多家。
其二期工程位于兰游公路以南金秋岗地块，面积约180亩。

### 能源规划
目前兰江新区和赤溪街道主要由110千伏登胜变和中洲变供电，受变电容量等限制，这两个变电所已无法新增出线提高供电能力。110千伏赤溪输变电工程隶属金华电力设计院有限公司编制，其主供区域为兰江新区和赤溪街道，按无人值班有人值守、智能化变电站标准设计。
金华电业局110kV赤溪输变电工程列入浙江省发改委2011年立项项目，工程计划于2014年建成投产。110kV赤溪变位于兰江新区（兰溪市城市副中心）西南部，赤溪街道东徐村东南侧300米的丘陵园地上，占地面积2592m2。远景规模：变电容量3×5万千伏安，110千伏进线3回。本期建设规模：变电容量2×5万千伏安；110千伏进线2回：孟湖－赤溪1回线（新建架空线路长约3.1公里）、曹家-赤溪1回线（新建架空线路长约3.1公里）,以上2回线路为同塔双回架设，线路廊道路径长度3.1公里；截面为300mm2 ，新建塔基17基。；

### 社会经济发展目标
- 赤溪街道紧紧围绕“一区四园”（即集镇中心区-浩鑫物流园-金秋岗工业园-粮食功能园-休闲观光园）发展格局，以发展经济、改善民生为宗旨，强势推进经济结构转型升级，加快现代农业发展步伐，提高美丽乡村建设水平[14]。
- 到2020年，赤溪街道地区生产总值达到 9.00亿元，常驻人口达到2.15 万人。形成现代化的公用设施体系、社会保障体系，教育资源配置合理，文体事业发展均衡，城乡居民文明素质进一步提高[2]。
- 居住用地规划发展方面：赤溪片以赤溪集镇为中心，向330国道外迁线靠拢，与兰江片相衔接[3]。

### 粮食生产功能区
粮食生产功能区是以集中连片的标准农田为基础，以完善农田设施、提升农田质量、提高生产技术和健全服务体系为目标，按照建设良田、应用良种、推广良法、配套良机的要求，依靠科技、增加投入、完善设施、长久保护、强化管理，使之成为粮食稳产高产高效模式示范区、先进适用技术的推广应用区、解决季节性抛荒的带动区、统一服务的先行区。
本辖区内有两个升级粮食生产功能区：横村畈粮食生产功能区和杨塘畈粮食生产功能区。
横村畈粮食生产功能区位于赤溪街道，主要涉及赤溪街道常满塘、柳塘、浣江等6个行政村。，规划总面积4302亩，项目总投资678万元，分二期建设。其中，一期工程总投资300余万元，面积1100亩，主要建设田间道路2560米、田间排水渠2580米、灌渠6680米，集机械育秧、稻谷烘干等于一体的多功能服务中心一座。通过功能区建设，使该功能区年增产粮食215吨，年增综合效益150余万元。
2011年被评为首批10个示范性省级粮食生产功能区之一，2012年被评为第一批金华市示范性粮食生产功能区名单。
杨塘畈粮食生产功能区于2011年建设完成，建设面积3000亩，2012年10月通过省级认定验收。

### 省重点建设项目
辖区内浙江省重点建设项目如下：
- 交通：衢江（金华段）航运开发
- 交通：杭金衢-杭新景高速公路连接线
- 水利：“强塘固房”兰溪市钱塘江农房加固工程（兰溪市钱塘江干堤（四级））

### 县级重点建设项目
辖区内兰溪市重点建设项目如下：
- 交通：兰溪市公路养护中心
- 交通：章宅岗-士元公路(至游埠快速通道)
- 交通：兰溪-游埠沿江公路工程
- 能源：110 千伏赤溪输变电工程
- 能源：110 千伏朱犁输变电工程
- 林业：兰溪市木材市场

### 企业名录[28]
辖区内共有注册企业161家，按照经营项目分类：其中纺织89家（含毛巾纺织纺织43家），印染3家，标签印染2家，原料10家，塑料6家，餐饮休闲10家，金属加工6家，其它加工13家，能源2家，其它20家。
| 企业名称                                   | 企业地址                             | 法人代表 | 类别       |
| ------------------------------------------ | ------------------------------------ | -------- | ---------- |
| 兰溪市天绒纺织原料厂                       | 兰溪市赤溪街道朱犁村                 | 余汝慧   | 纺织       |
| 兰溪市欣惠捻线厂                           | 兰溪市赤溪街道俞家村                 | 俞如庭   | 捻线       |
| 兰溪市荣峰毛巾厂                           | 兰溪市赤溪乡杨塘俞家村               | 俞小荣   | 毛巾纺织   |
| 兰溪市中源织造厂                           | 兰溪市赤溪街道俞家村                 | 俞忠杰   | 纺织       |
| 兰溪市涌泉毛巾厂                           | 兰溪市赤溪街道化被塘村               | 俞正泉   | 毛巾纺织   |
| 兰溪市丰泰毛巾厂                           | 兰溪市赤溪街道杨塘俞家村             | 俞海棠   | 毛巾纺织   |
| 兰溪市赤溪乡新发达毛巾厂                   | 兰溪市赤溪街道毛巾工业园             | 俞美弟   | 毛巾纺织   |
| 兰溪市凤凰毛巾厂                           | 兰溪市赤溪街道姓潘村凤凰山自然村     | 俞跃军   | 毛巾纺织   |
| 兰溪市赤溪乡银荣毛巾厂                     | 兰溪市赤溪街道俞家村                 | 俞银荣   | 毛巾纺织   |
| 兰溪市谷美纺织有限公司                     | 兰溪市赤溪乡工业园                   | 倪谷有   | 纺织       |
| 兰溪市鹏程制帽厂                           | 兰溪市赤溪街道姓叶村                 | 冯元庭   | 加工       |
| 兰溪市红梅浆纱厂                           | 兰溪市赤溪街道朱犁村                 | 冯庭富   | 纺织原料   |
| 兰溪市方靓织造厂                           | 兰溪市赤溪街道朱犁村                 | 冯建华   | 纺织       |
| 兰溪市卫标捻线厂                           | 兰溪市赤溪街道俞家村                 | 冯建芬   | 捻线       |
| 兰溪市天运纺织厂                           | 兰溪市赤溪街道朱犁工业园             | 冯建芳   | 纺织       |
| 兰溪市华绒纺织有限公司                     | 兰溪市赤溪街道朱犁村                 | 冯建芳   | 纺织       |
| 兰溪市森宇毛巾厂                           | 兰溪市赤溪乡朱犁村                   | 冯海珍   | 毛巾纺织   |
| 兰溪市裕华纺织有限公司                     | 兰溪市赤溪街道金秋岗                 | 华品生   | 纺织       |
| 兰溪兄弟金属制品有限公司                   | 兰溪市赤溪街道金秋岗                 | 单龙敖   | 金属加工   |
| 兰溪市国锋绗缝被加工厂                     | 兰溪市赤溪街道柳塘村柳塘115号        | 卢竹香   | 加工       |
| 兰溪市聚科纺织有限公司                     | 兰溪市赤溪街道山背村                 | 叶土泉   | 纺织       |
| 兰溪市花被塘毛巾厂                         | 兰溪市赤溪乡花被塘村                 | 叶土泉   | 毛巾纺织   |
| 兰溪市华利达织造厂                         | 兰溪市赤溪街道桥头村                 | 叶彬     | 纺织       |
| 浙江金洋铝业有限公司                       | 兰溪市赤溪街道郑麻车王铁店村         | 叶旭彤   | 金属加工   |
| 兰溪市赤溪乡根发毛巾厂                     | 兰溪市赤溪街道化被塘村               | 叶根标   | 毛巾纺织   |
| 兰溪市赤溪乡三江棉织厂                     | 兰溪市赤溪街道姓潘村                 | 叶素仙   | 纺织       |
| 兰溪市石龙头龚家米厂                       | 兰溪市赤溪街道郑麻车村               | 叶维忠   |            |
| 兰溪市石龙头双华家电商行                   | 兰溪市赤溪街道石龙头新街67号         | 叶美华   |            |
| 兰溪市朝璋大酒店                           | 兰溪市赤溪街道新区                   | 叶霞娟   |            |
| 浙江天鑫纺织有限公司                       | 兰溪市赤溪街道王铁店郑麻车村         | 吴三林   | 纺织       |
| 兰溪市朱犁毛巾厂                           | 兰溪市赤溪街道朱犁村                 | 吴三林   | 毛巾纺织   |
| 兰溪市天鹏纺织有限公司                     | 兰溪市赤溪街道金秋岗                 | 吴三林   | 纺织       |
| 兰溪市鑫源网吧                             | 兰溪市赤溪街道郑麻车村               | 吴健     |            |
| 浙江彩之源纺织有限公司                     | 兰溪市赤溪街道朱梨村                 | 吴卸连   | 纺织       |
| 兰溪市天盛纺织有限公司                     | 兰溪市赤溪街道朱犁村                 | 吴卸连   | 纺织       |
| 兰溪市天蚕纺织有限公司                     | 兰溪市赤溪乡朱犁村                   | 吴卸连   | 纺织       |
| 兰溪市连宇毛巾厂                           | 兰溪市赤溪街道朱犁村                 | 吴卸连   | 毛巾纺织   |
| 浙江超力工贸有限公司                       | 兰溪市赤溪街道郑麻车村               | 吴宇超   |            |
| 兰溪市广源毛巾厂                           | 兰溪市赤溪街道山背村                 | 吴小平   | 毛巾纺织   |
| 兰溪市双发棉绒厂                           | 兰溪市赤溪街道山背村                 | 吴建     |            |
| 兰溪市洁康毛巾厂                           | 兰溪市赤溪街道山背村                 | 吴撮奶   | 毛巾纺织   |
| 兰溪市龙腾毛巾厂                           | 兰溪市赤溪街道杨家村                 | 吴曙明   | 毛巾纺织   |
| 兰溪市朱犁染织有限公司                     | 赤溪乡朱犁村                         | 吴森林   | 印染，纺织 |
| 兰溪市泉水毛巾厂                           | 兰溪市赤溪街道山背村                 | 吴泉根   | 毛巾纺织   |
| 兰溪市荣盛毛巾厂                           | 兰溪市赤溪街道山背村                 | 吴海荣   | 毛巾纺织   |
| 兰溪天翔纺织有限公司                       | 兰溪市赤溪街道工业园区               | 吴玉华   | 纺织       |
| 兰溪市城西印色厂                           | 兰溪市赤溪街道郑家村                 | 吴玉华   | 印染       |
| 兰溪市金秋纺织有限公司                     | 兰溪市赤溪金秋岗                     | 吴玉忠   | 纺织       |
| 兰溪市一枝秀毛巾织造有限公司               | 兰溪市赤溪街道郑麻车村               | 吴益青   | 毛巾纺织   |
| 浙江嘉泰轻纺有限公司                       | 兰溪市赤溪乡集镇工业园               | 吴美庭   | 纺织       |
| 兰溪市恒威织造厂                           | 兰溪市赤溪乡集镇工业园               | 吴跃明   | 纺织       |
| 兰溪市恒兴塑印有限公司                     | 兰溪市赤溪街道金秋岗                 | 吴连桂   | 标签印染   |
| 兰溪市金花毛巾厂                           | 兰溪市赤溪街道山背村                 | 吴金花   | 毛巾纺织   |
| 兰溪市杨塘棉织厂                           | 兰溪市赤溪街道俞家村                 | 周志勤   | 纺织       |
| 浙江永德富工贸有限公司                     | 兰溪市赤溪街道郑麻车村               | 周红亚   |            |
| 兰溪市双诚纺织厂                           | 兰溪市赤溪街道朱犁村                 | 孙庆国   | 纺织       |
| 兰溪市亚东纸张有限公司                     | 兰溪市赤溪街道金秋岗                 | 孙戎韬   | 纸业       |
| 兰溪市雅杰面巾厂                           | 兰溪市赤溪工业园                     | 孙文吉   | 纸业       |
| 兰溪市剑如织造厂                           | 兰溪市赤溪街道朱犁村                 | 孙海忠   | 纺织       |
| 兰溪市凯旋毛巾厂                           | 兰溪市赤溪街道朱犁村                 | 孙湖滨   | 毛巾纺织   |
| 兰溪市三喜毛巾厂                           | 赤溪乡朱犁村                         | 孙锦兴   | 毛巾纺织   |
| 兰溪市双犁毛巾厂                           | 兰溪市赤溪街道朱犁村                 | 孙锦顺   | 毛巾纺织   |
| 浙江海铭科技有限公司                       | 兰溪市赤溪街道王铁店东徐郑麻车村     | 应晶     |            |
| 兰溪市梦之蓝纺织厂                         | 兰溪市赤溪街道东徐村                 | 张卫忠   | 纺织       |
| 浙江双安医药包装有限公司                   | 兰溪市赤溪街道集镇工业园             | 张卸良   | 纸业       |
| 兰溪市丰园织造厂（普通合伙）               | 兰溪市赤溪街道杨塘                   | 张如良   | 纺织       |
| 兰溪市丰园染织有限公司                     | 兰溪市赤溪街道许家山                 | 张如良   | 印染       |
| 兰溪市和美塑业有限公司                     | 兰溪市赤溪街道郑麻车村               | 张小文   | 塑料       |
| 兰溪市赛达有机复合肥有限公司               | 兰溪市赤溪乡金秋岗                   | 张庭禄   | 化工       |
| 兰溪市双安纺织有限公司                     | 兰溪市赤溪街道姓潘村                 | 张建兵   | 纺织       |
| 兰溪市欧艺休闲用品有限公司                 | 兰溪市赤溪街道郑麻车村               | 张建忠   | 加工       |
| 兰溪市雨荨毛巾厂                           | 兰溪市赤溪街道下洪溪村               | 张振淞   | 毛巾纺织   |
| 兰溪市赤溪乡振滨毛巾厂                     | 兰溪市赤溪街道下洪溪村               | 张振滨   | 毛巾纺织   |
| 兰溪市情棉棉毛巾厂                         | 兰溪市赤溪街道下汤村                 | 张文俊   | 毛巾纺织   |
| 兰溪市双安农家香酒店                       | 兰溪市赤溪街道姓潘村53号             | 张栋     | 餐饮休闲   |
| 兰溪市丰泰塑料厂                           | 兰溪市赤溪街道后龚村前龚自然村       | 张根生   | 塑料       |
| 兰溪市美达标识厂                           | 兰溪市赤溪街道石龙头新区             | 张淑萍   | 标签印染   |
| 兰溪市恒力布厂                             | 兰溪市赤溪街道郑麻车村（石龙头新区） | 张顺仙   | 纺织       |
| 兰溪市赤溪乡雄风毛巾厂                     | 兰溪市赤溪街道东徐村                 | 徐慧清   | 毛巾纺织   |
| 兰溪市展翔塑料制品有限公司                 | 兰溪市赤溪街道郑麻车村               | 徐文斌   | 加工       |
| 兰溪市联源桨纱厂                           | 兰溪市赤溪街道俞家村                 | 徐春泉   | 纺织原料   |
| 兰溪市双合织造厂                           | 兰溪市赤溪街道朱犁村                 | 徐李招   | 纺织       |
| 兰溪市双泰纺纱加工厂                       | 兰溪市赤溪街道朱犁村犁头尖59号       | 徐炜     | 纺织原料   |
| 兰溪市赤溪纸箱厂                           | 兰溪市赤溪街道下汤村                 | 徐福禄   | 纸业       |
| 兰溪市创辉工艺制品厂                       | 兰溪市赤溪街道郑麻车村               | 徐赛芬   | 加工       |
| 兰溪市前裕纺织有限公司                     | 兰溪市赤溪街道后龚村                 | 徐雨浓   | 纺织       |
| 兰溪市鑫海办公用品厂                       | 兰溪市赤溪街道杨家村                 | 方丽华   | 办公用品   |
| 兰溪市赤溪乡立成毛巾厂                     | 兰溪市赤溪乡毛巾工业园               | 方卫东   | 毛巾纺织   |
| 兰溪市丰盛毛巾厂                           | 兰溪市赤溪街道姓方村                 | 方树峰   | 毛巾纺织   |
| 兰溪市贺威织布厂                           | 兰溪市赤溪街道郑麻车村汪庄自然村     | 施志芳   | 纺织       |
| 兰溪市城西制线厂                           | 兰溪市赤溪街道郑家村                 | 施郑君   | 纺织原料   |
| 浙江仁泰齿轮有限公司                       | 兰溪市赤溪街道郑麻车村               | 曹潍永   | 金属加工   |
| 中国石油化工股份有限公司浙江兰溪赤溪加油站 | 兰溪市赤溪街道郑麻车村               | 朱仲浪   | 能源       |
| 兰溪市咖啡毛巾厂                           | 兰溪市赤溪街道柳塘村                 | 朱咖啡   | 毛巾纺织   |
| 兰溪市三宏毛巾厂                           | 兰溪市赤溪街道姓潘村                 | 朱永清   | 毛巾纺织   |
| 兰溪市赤溪乡庆樟毛巾厂                     | 兰溪市赤溪街道朱犁村                 | 李庆章   | 毛巾纺织   |
| 兰溪市俞家新型建材厂                       | 兰溪市赤溪街道俞家村毛巡山           | 李美良   | 建材       |
| 浙江永鸿工贸有限公司                       | 兰溪市赤溪街道郑麻车村               | 杨四方   |            |
| 兰溪市飞扬织造厂                           | 兰溪市赤溪街道山背村童家52号         | 杨小娟   | 纺织       |
| 兰溪市赤溪乡红发毛巾厂                     | 兰溪市赤溪街道山背行政村             | 杨洪庆   | 毛巾纺织   |
| 兰溪市咏婕毛巾厂                           | 兰溪市赤溪街道俞家村                 | 杨海平   | 毛巾纺织   |
| 兰溪市杨门酒楼                             | 兰溪市赤溪街道姓潘村403号            | 杨献文   | 餐饮休闲   |
| 兰溪市篱笆园休闲农庄                       | 兰溪市赤溪街道下洪溪村               | 杨红兵   | 餐饮休闲   |
| 兰溪市游埠液化气储配站杨塘供应站           | 兰溪市赤溪街道杨家村                 | 杨马银   | 能源       |
| 兰溪市精达印刷机械有限公司                 | 兰溪市赤溪街道郑麻车村               | 林茂盛   | 机械       |
| 兰溪市双飞毛巾厂                           | 兰溪市赤溪街道俞家村毛驯山           | 毛刚松   | 毛巾纺织   |
| 兰溪市俊宇纺织有限公司                     | 兰溪市赤溪街道王铁店郑麻车村         | 毛刚松   | 纺织       |
| 兰溪市佳洁毛巾厂                           | 兰溪市赤溪乡毛巾工业园               | 毛有梅   | 毛巾纺织   |
| 兰溪市双棱毛巾厂                           | 兰溪市赤溪街道俞家村                 | 毛有财   | 毛巾纺织   |
| 兰溪市梅娜家纺厂                           | 兰溪市赤溪街道郑麻车村               | 毛根英   |            |
| 兰溪市友鸿织造厂                           | 兰溪市赤溪街道毛巾工业园             | 毛秀红   | 纺织       |
| 兰溪市好运纺织厂                           | 兰溪市赤溪街道俞家村                 | 江如鑫   | 纺织       |
| 兰溪市圣江毛巾厂                           | 兰溪市赤溪街道浣江村                 | 江赛娟   | 毛巾纺织   |
| 兰溪市亚轩照明电器厂                       | 兰溪市赤溪街道郑家村汤家29号         | 汤宝贤   | 照明       |
| 兰溪市天祺护栏厂                           | 兰溪市赤溪街道郑麻车村               | 汤文忠   | 金属加工   |
| 兰溪市金川金属制品有限公司                 | 兰溪市赤溪街道郑麻车村               | 汤震川   | 金属加工   |
| 兰溪市三鼎织造厂                           | 兰溪市赤溪街道俞家村毛驯山           | 滕丽芳   | 纺织       |
| 兰溪市威立浆印有限公司                     | 兰溪市赤溪乡工业园                   | 潘立群   | 纺织原料   |
| 兰溪市海王布业有限公司                     | 兰溪市赤溪街道                       | 王国清   | 纺织       |
| 兰溪市璐轩捻线厂                           | 兰溪市赤溪街道山背村                 | 王小军   | 捻线       |
| 兰溪市雪雁毛巾厂                           | 兰溪市赤溪街道俞家村                 | 王雪雁   | 毛巾纺织   |
| 兰溪市天杉废塑料回收有限公司               | 兰溪市赤溪街道朱犁村                 | 盛华     | 塑料       |
| 兰溪市易良毛巾织造厂                       | 兰溪市赤溪街道好孝村                 | 石建国   | 毛巾纺织   |
| 兰溪市万晶线带厂                           | 兰溪市赤溪街道工业园9号              | 童万善   | 塑料       |
| 兰溪市后龚废白土加工厂                     | 兰溪市赤溪街道后龚村                 | 童庆华   |            |
| 兰溪市信友毛巾厂                           | 兰溪市赤溪街道山背村                 | 童舜臣   | 毛巾纺织   |
| 兰溪市万喜织造印花厂                       | 兰溪市赤溪街道山背村                 | 童舜贤   | 纺织       |
| 兰溪市凯宇浆纱厂                           | 兰溪市赤溪街道朱犁村                 | 胡爱莲   | 纺织原料   |
| 兰溪市久盛织造有限公司                     | 兰溪市赤溪街道金秋岗                 | 范进宁   | 纺织       |
| 兰溪市兴扬毛巾厂                           | 兰溪市赤溪街道杨家村                 | 董小军   | 毛巾纺织   |
| 兰溪市亚园大酒店                           | 兰溪市赤溪街道郑麻车村               | 蒋亚平   | 餐饮休闲   |
| 兰溪市一鑫针刺毯厂                         | 兰溪市赤溪街道俞家村                 | 蓝健     | 纺织       |
| 兰溪市新美纺织有限公司                     | 兰溪市赤溪街道金秋岗                 | 詹美新   | 纺织       |
| 兰溪中和旅游开发有限公司                   | 兰溪市赤溪乡插口村                   | 许水根   | 餐饮休闲   |
| 兰溪市云水山庄度假村                       | 兰溪市赤溪街道插口村                 | 许水根   | 餐饮休闲   |
| 兰溪市龙峰门窗厂                           | 兰溪市赤溪街道姓叶村石龙头3号        | 邓先美   | 加工       |
| 兰溪市双美纺织厂                           | 兰溪市赤溪街道朱犁村                 | 郎美高   | 纺织       |
| 兰溪市金秋岗大酒店                         | 兰溪市赤溪街道郑麻车行政村汪庄自然村 | 郑亚娟   | 餐饮休闲   |
| 兰溪市杨塘织绣厂                           | 兰溪市赤溪街道郑家村                 | 郑文金   | 纺织       |
| 兰溪市高成毛巾厂                           | 兰溪市赤溪街道郑家村                 | 郑桂成   | 毛巾纺织   |
| 兰溪市沁园农庄                             | 兰溪市赤溪街道郑家村                 | 郑海峰   | 餐饮休闲   |
| 兰溪市杰利克工艺品厂                       | 兰溪市赤溪街道郑麻车村               | 郑跃飞   | 加工       |
| 兰溪市汾阳针织厂                           | 兰溪市赤溪街道赤溪工业园             | 郭建杭   | 纺织       |
| 兰溪市盛宏工艺制品有限公司                 | 兰溪市赤溪街道郑麻车村               | 郭顺洪   | 加工       |
| 兰溪市金润家纺制品厂                       | 兰溪市赤溪街道郑麻车村               | 金庆江   | 加工       |
| 兰溪市丰灯毛巾厂                           | 兰溪市赤溪街道俞家村                 | 钟兆丰   | 毛巾纺织   |
| 兰溪市赤溪乡坚强毛巾厂                     | 兰溪市赤溪街道俞家村                 | 钟瑞明   | 毛巾纺织   |
| 浙江欧强休闲用品有限公司                   | 兰溪市赤溪街道金秋岗                 | 陆建新   | 加工       |
| 兰溪市瑞鑫纺织厂                           | 兰溪市赤溪街道朱犁村                 | 陆淑妹   | 纺织       |
| 兰溪市大象棉织厂                           | 兰溪市赤溪乡工业园区                 | 陈君华   | 纺织       |
| 浙江鑫和粉末冶金制品有限公司               | 兰溪市赤溪街道郑麻车村               | 陈承志   | 金属加工   |
| 兰溪市心若织造厂                           | 兰溪市赤溪街道朱犁村朱坑桥           | 陈旭明   | 纺织       |
| 兰溪市石龙头大酒店                         | 兰溪市赤溪街道姓潘村55号             | 陈音月   | 餐饮休闲   |
| 兰溪市如霞棉纱加工厂                       | 兰溪市赤溪街道朱犁村                 | 项素娥   | 纺织原料   |
| 兰溪市三联带业厂                           | 兰溪市赤溪街道郑麻车王铁店村         | 马兴华   | 塑料       |
| 兰溪三元橡塑有限公司                       | 兰溪市赤溪街道金秋岗                 | 马兴华   | 塑料       |
| 兰溪市丰裕棉纺厂                           | 兰溪市赤溪街道俞家村                 | 鲍爱琴   | 纺织       |
| 兰溪北科信息科技有限公司                   | 兰溪市赤溪街道姓潘村                 | 黄树森   | 科技       |
| 兰溪市绿光工艺制袋厂                       | 兰溪市赤溪街道后龚村30号             | 龚云芳   | 加工       |
| 兰溪市龚记饭店                             | 兰溪市赤溪街道姓潘村68号             | 龚云龙   | 餐饮休闲   |
| 兰溪市通汇工艺品厂                         | 兰溪市赤溪街道后龚村后龚31号         | 龚雪虎   | 加工       |

## 语言
赤溪方言是浙江南区吴语金衢片中的一个小分支，同兰溪方言仅略有差别，语音特点与北方吴语大致相同。

### 与北部方言的差别
- 声母与“章昌船书”相同的字，与兰溪城区方言一样多读舌面音；
- 入声字如“一六七八十”，都比杭州话读得长；
- 北部吴语“抽斗”、“房子”、“筷子”、“白糖”、“事体”、“今朝”，赤溪方言与兰溪方言一样读作“案槽”、“屋”、“箸”、“糖霜”、“事干”、“今日”；
- 语法方面：
  - 名词词组有修饰语后置现象。如“豆腐生”、“咸菜干”、“柿瘪”、“竹叶青”等；
  - 动词否定过去式，北部吴语用“没有”，赤溪方言用“未”，如“未来过”。
  - “得”有用做动词补语，表示“可以”，如“吃得过”，“混得去”。“起”可用作动词补语，表示“先”的意思，如“你走起”，“他到起”。
- 赤溪方言名词多用“仂”,大致分类如下：
  - 对人、小动物的昵称，如“卸宝仂”；
  - 水果，如“桃仂”、“李仂”、“梅仂”；
  - 昆虫小动物，如“假了仂”（蝉），“蚕仂”；
  - 小件用具，如“杯仂”、“盘仂”、“卸登仂”等仂。

### 与兰溪方言的差别
- “蟹止摄帮”组部分字，赤溪方言复韵音较明显；
- 城区“林邻灵精”等字，赤溪方言开口度较大；
- 人称与城区不同，你我他的读音方式略有差异[4]。。

尽管存在差异，但完全不影响跨境乃至跨县范围的沟通。

## 教育

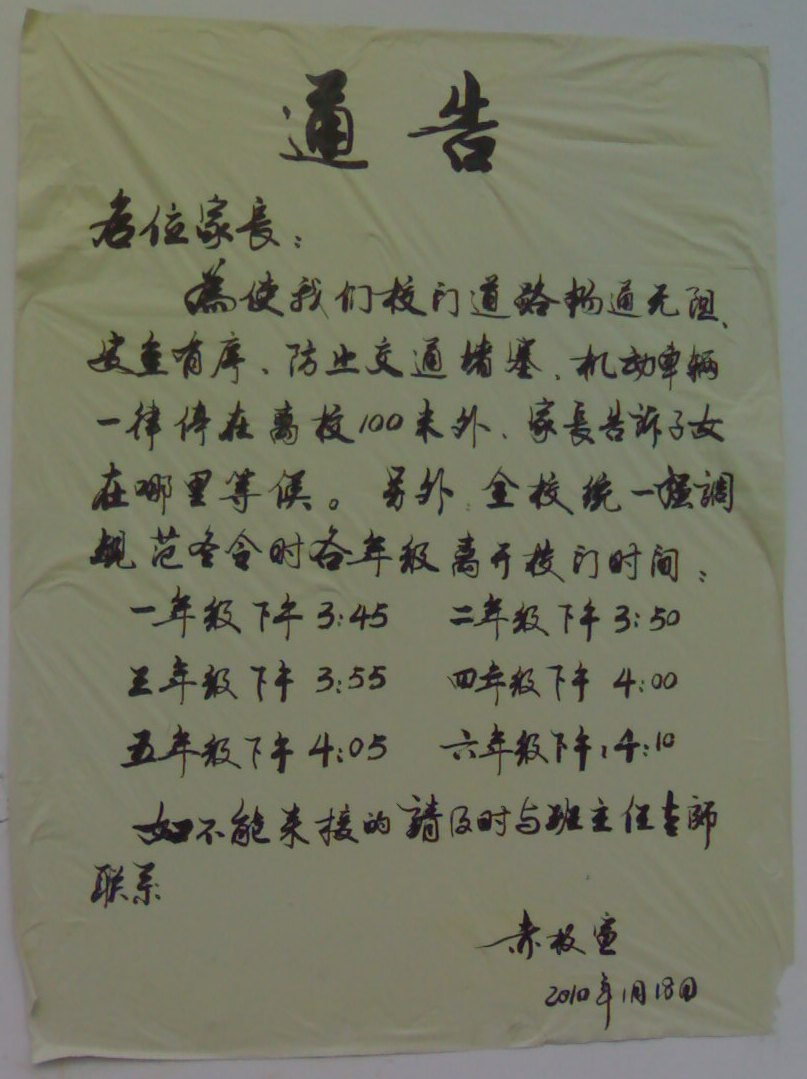
赤溪中心学校小学部通告

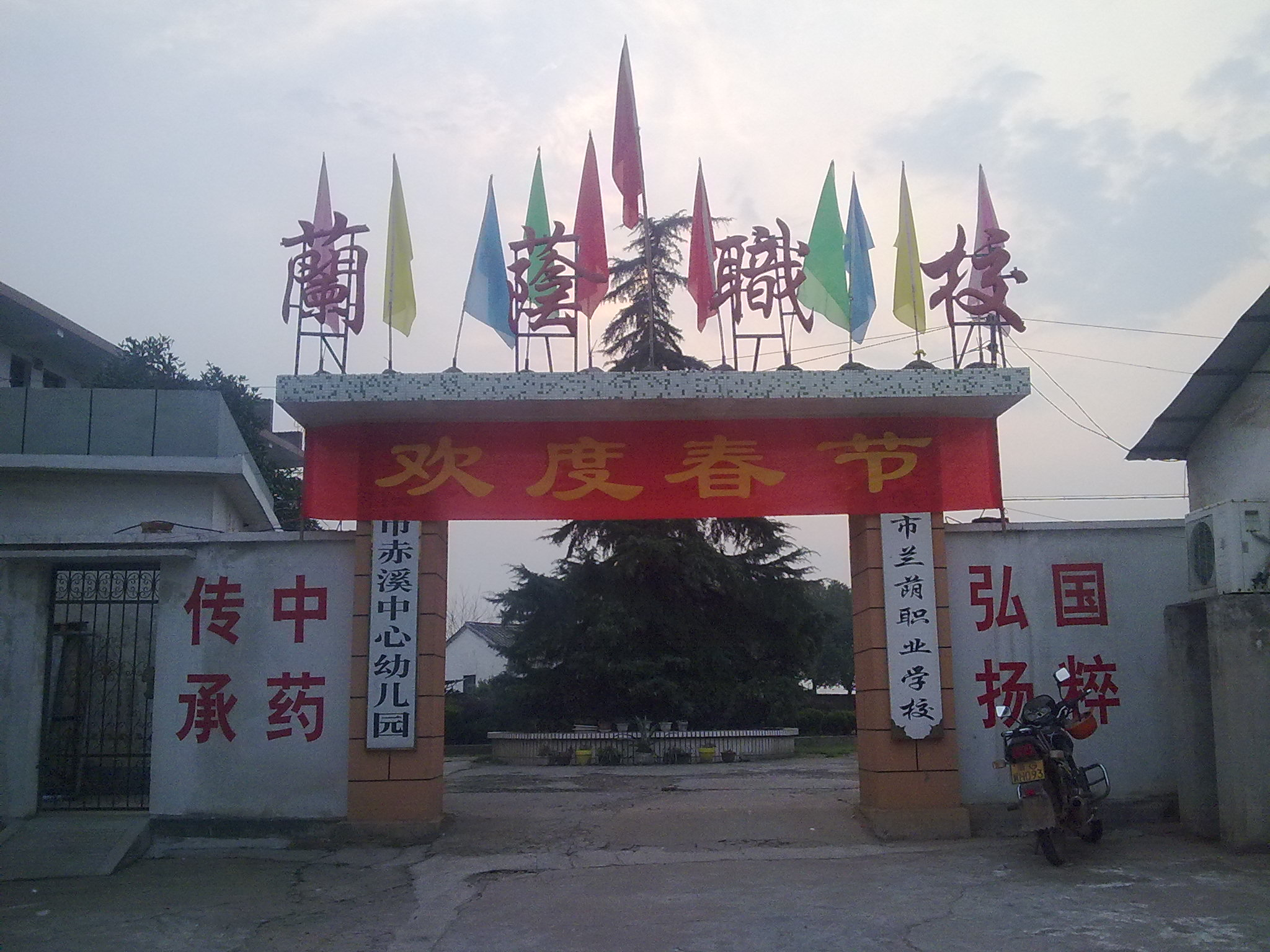
兰荫职校，原赤溪中心小学旧址

### 学前教育
90年代初，辖区内办有中心幼儿园，是唯一一所可托付幼儿学习的场所。
随着城镇化进程加速，民办幼儿园逐渐发展，形成了良好的竞争环境。辖区内现有4所幼儿园，均为日托模式：赤溪街道中心幼儿园，赤溪街道天星幼儿园，赤溪街道石龙头幼儿园，金色童年幼儿园。
2014年4月，兰溪市教育局对全市办园满一年的130所持证幼儿园进行了全面评估审核。从评估结果来看，园区内4所幼儿园教学环境水平处于全市中等，同城区相比差距较大，在乡镇街道间则处于较好水准。
| 园名           | 园长   | 地址           | 等级   | 考核结果 |
| -------------- | ------ | -------------- | ------ | -------- |
| 中心幼儿园     | 管晓明 | 赤溪街道姓方村 | 省二级 | 优秀     |
| 石龙头幼儿园   | 汪美莲 | 赤溪街道姓潘村 | 省三级 | 合格     |
| 金色童年幼儿园 | 杨红燕 | 赤溪街道姓潘村 | 省三级 | 合格     |
| 天星幼儿园     | 郑丽英 | 赤溪街道郑家村 | 省三级 | 优秀     |

教育管理水准亦逐渐规范化，2014年2月19日，浙江省人民政府向赤溪街道天星幼儿园授予了餐饮服务开办申请行政许可。
2015年11月23日，兰溪市教育局评定赤溪街道朝阳幼儿园为三级幼儿园。

### 义务教育
兰溪赤溪中心学校：包括小学部和初中部，为辖区内适龄少年儿童提供九年义务教育。
- 学校占地面积70多亩，建筑面积13626平方米。
- 位于石龙头集镇东侧，新330国道从校园后面经过。
- 其前身原赤溪初中创办于1968年。
- 1998年4月原杨塘初中并入原赤溪初中。
- 2007年8月原赤溪中心小学与原赤溪初中合并成现在的九年一贯制学校。
- 2015年12月2日，赤溪中心学校新大门景观营造工程公开招标，投资158.2711万元[32]。

学校荣誉：学校曾荣获“金华市农村示范初中”、“金华市语言文字规范化示范学校”、“金华市群体师德创优先进单位”、“兰溪市文明单位”、“兰溪市教育系统先进集体”、“素质教育达标学校”、“兰溪市先进基层党组织”、“兰溪市学校安全教育工作先进单位”、“兰溪市行为规范达标学校”等几十项荣誉。
学校的小记者活动与书画活动成效显著，学校综合质量一直名列兰溪市农村学校前茅，2011年学校综合质量考评名列兰溪市农村学校第一名，2012年学校综合质量考评获兰溪市农村学校一等奖。
鉴于农村教育同城区教育客观上的差异性，加上区域经济发展迅速，导致不少辖区内学龄儿童舍近求远前往市区学校借读。

#### 赤溪乡中心小学
前身是兰溪县赤溪乡中心国民小学，1940年创办，校址设后龚祠堂内，学校设有宿舍、食堂。1941年改迁插口祠堂。1942年冬，由于日寇入侵，一度停办。1944年在上金台复课，1945年学校迁姓叶村殿街厅内。1950年改名为“尽龙头小学”。1958年因校舍紧张，迁张家。1967年学校回迁新叶，并新建9间校舍。1969年更名“石龙头五七学校”。1982年8月，改称“赤溪中心小学”。
2007年8月，整体并入赤溪中心学校。
原为单一小学教育，上世纪90年代自姓叶校区迁址至石龙头集镇；现已撤销并入赤溪中心学校。

### 中等职业教育
兰荫职校：赤溪中心学校成立后，在原赤溪乡中心小学旧址建立，以培养中医学人才为目标。

## 公共服务

### 行政部门
街道内设综合办、农办、经济发展办、组织宣传办、计生办、城建办；司法所、财政所等办公室。对所辖村分三个工作片进行分工管理，分别为杨塘工作片、后龚工作片、王铁店工作片。

### 警务室
赤溪警务室辖姓潘村、姓叶村、郑麻车村、王铁店村、东徐村、插口村、后龚村、柳塘村、常满塘村、浣江村、下洪溪村、上汤村、下汤村、桥头村共14个村，人口约1万余人，赤溪街道办事处、赤溪中心学校等机关单位所在地，辖区内企事业单位较多。

### 社区卫生服务中心
兰溪市赤溪街道社区卫生服务中心隶属于兰溪市卫生局，位于兰溪市赤溪街道姓叶村，占地面积3038平方米：提供辖区内基本医疗卫生服务，家庭健康档案管理、农民健康体检、慢性病健康管理、预防接种、健康教育、妇幼保健、计划生育、传染病及突发公共卫生事件报告及处理等公共卫生服务，承担学校卫生、食品卫生、饮水卫生等公共卫生协管，负责本中心辖区内社区卫生服务站及村卫生室的一体化管理工作。
该服务中心为兰溪市26家工伤保险定点医疗机构之一；同时还是该兰溪市建立家庭医生服务模式试点单位之一，组建了以在职的全科医生、护士、公卫医生及乡村医生为成员的4支医疗服务团队，在每个村公布团队成员的照片、姓名和电话，上午接诊，下午走访。
以下为辖区内社区卫生服务机构基本情况：
| 镇乡、街道 | 区域面积 | 行政村 | 人口数 | 保留 | 新建 | 设立机构名称               | 覆盖行政村                                                       | 服务人口数 |
| ---------- | -------- | ------ | ------ | ---- | ---- | -------------------------- | ---------------------------------------------------------------- | ---------- |
| 赤溪街道   | 27.5     | 23     | 16921  | 1    | 2    | 赤溪街道社区卫生服务中心   | 下汤、下洪溪、姓潘、姓叶、郑麻车、浣江、桥头、东徐、王铁店、上汤 | 6522       |
| 赤溪街道   | 27.5     | 23     | 16921  | 1    | 2    | 杨塘社区卫生服务站（保留） | 杨家、俞家、姓方、好孝、鸭塘                                     | 2827       |
| 赤溪街道   | 27.5     | 23     | 16921  | 1    | 2    | 山背社区卫生服务站（新建） | 山背、郑家、朱梨、化被塘                                         | 3720       |
| 赤溪街道   | 27.5     | 23     | 16921  | 1    | 2    | 后龚社区卫生服务站（新建） | 后龚、插口、柳塘、常满塘                                         | 3599       |

### 石龙头综合市场
赤溪新区新建之前，当地居民的早市活动基本在石龙头老街进行。后随着赤溪新区的建设，方才逐渐形成现如今的集市。
本辖区于1998年建成“石龙头菜市场”，后更名为“石龙头综合市场”，隶属于兰溪市赤溪街道姓潘村经济合作社。经营内容：鲜肉、蔬菜、水果、干货、吃食店、家禽、卤味、豆制品、禽蛋、冷冻食品、水产。
2013年7月，兰溪市赤溪街道石龙头综合市场工程开工，建筑面积约2300㎡，项目一期投资430万元，市场按两层布局设计，一楼为菜市场，二楼为超市功能。2013年，该市场被评为浙江省省文明示范农贸市场。该市场为兰溪市2013年三产重点项目，2014年1月28日投入正式运营。

### 赤溪文化大楼
兰溪市赤溪街道文化大楼（暨赤溪街道社区服务中心）位于兰溪市赤溪街道石龙头集镇至330国道连接线南侧地块。工程当前已进入收尾阶段，其中：
食堂工程工程资约800万元，面积约5200㎡；
室内装修工程造价约270万元；
景观及室外配套工程投资约149万元。

### 防洪建设
2014年，石龙头防洪围片在洪水到来之前投入使用，排涝设施正常运行，是全市13个标段进度最快的的项目。石龙头集镇首次告别了一有洪水立马受淹的历史。目前整个工程土方全部完成，正在做挡水墙和六角块铺设工程，预计10月底全面完成。后龚、浣江围片已列入省重点防洪堤坝建设，预计2015年启动建设，建成后赤溪将取得防洪抗洪的阶段性成果。
石龙头防洪围片项目隶属兰溪市钱塘江农防加固工程第二期，为浙江省重点建设项目。项目建设规模为上新方、周村、石龙头片防洪标准为10年一遇，其余围片防洪标准为20年一遇。总投资约为3.21亿元人民币，项目业主为兰溪市水务建设工程投资有限责任公司、资金来源为中央、省级补助和地方财政拨款。

### 农村淘宝站
12月12日，赤溪街道姓叶、俞家、王铁店3个农村淘宝服务站隆重开业。今年以来，赤溪街道积极把握“互联网+”契机，完善工作机制，优化服务体系，并有效探索工业企业转型“触网”、跨境电商、电商扶贫、电商统计等工作。

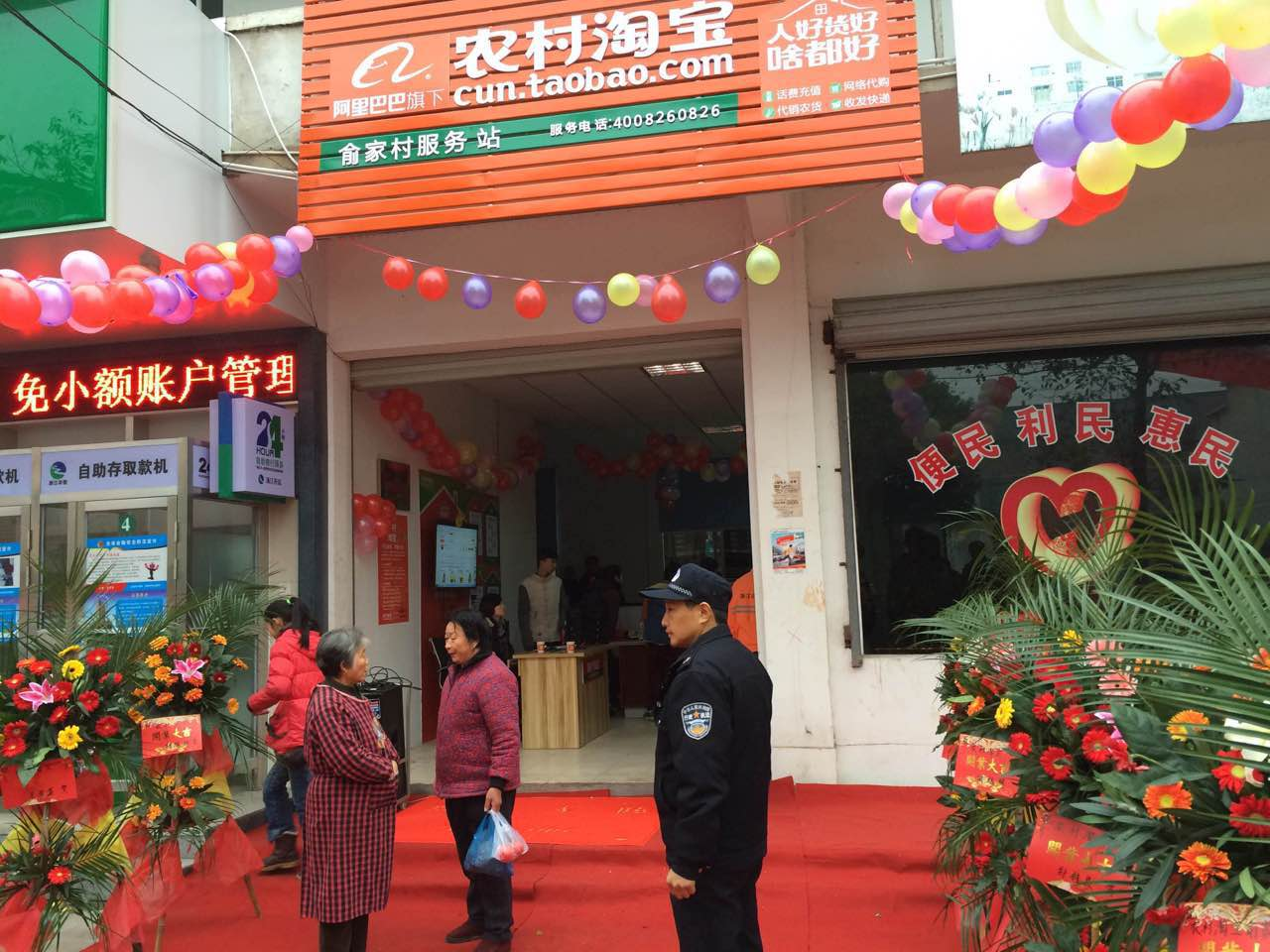
赤溪农村淘宝站开业

### 生猪养殖场管理
2013年，该街道开始生猪养殖污染整治，关停设在村中、溪流边等禁养区的不规范养殖场189家，改造提升48家生猪养殖场。今年，48家生猪养殖场改造提升已通过验收。如何对完成改造提升的生猪养殖场实行长效管理？今年10月，赤溪街道积极探索对生猪养殖场实行‘身份证’管理制度，对完成改造提升的48家生猪养殖场发放“身份证”。‘身份证’上核定的限养数量，是根据干粪池、沼气池和配套池大小等环境荷载能力计算的。为了加强对生猪养殖场的巡查监管，该街道将48家生猪养殖场分成四片区管理，每个片区有一个街道畜牧员，每一家生猪养殖场都落实两名巡查责任人，每周他们都会巡查走访，发现超养、偷排等问题会立即要求养殖场整改。该街道的做法也得到兰溪市治水办的肯定，表示明年将在全市推广。

### 垃圾分类
街道自2013年成为兰溪市首批垃圾分类试点单位。
2015年5月，大型“废宝再生资源处理中心”建成并投入使用：工作人员对垃圾进行再次分类；分好的垃圾通过粉碎、挤压，再进行发酵，并与吉吉彩公司合作，进而产生了有机肥料，有效推进垃圾减量工作。

## 特产美食

### 赤溪特产
- 赤溪蟹，色褐，全身有甲壳，腹部有分节，俗叫脐。雄的脐尖，雌的脐圆，以其体、质、味之特而闻名全国，因产于赤溪内，故名“赤溪蟹”。明、清为进贡之物品。50年代以来，兴修水利，赤溪改道，如今能捕到赤溪蟹少之又少。
- 姓叶蜂产品。该村养蜂始于上世纪60年代，逐渐发展壮大。1998年全村有养蜂专业户52户，有蜂群2500箱，是兰溪市最大的养蜂专业村。养蜂户为赶花季，每年三月份起离家北上安徽、江苏、山东、内蒙、吉林、黑龙江等地放蜂采蜜，于10月底回乡。该村的蜂王浆被评为1998年浙江省优质农产品。目前赤溪街道保有蜂群达5000余群，姓叶村占3000余箱。全街道年产蜂产品：蜂蜜25万千克，蜂皇浆1. 5万千克，其它副产品(如蜂腊胶等)25万千克。

赤溪地区特制小食，多用特制烤炉烤制而成，如肉大饼，霉干菜，酥饼。此三种食物，热食最佳。

### 柳塘兰江蟹

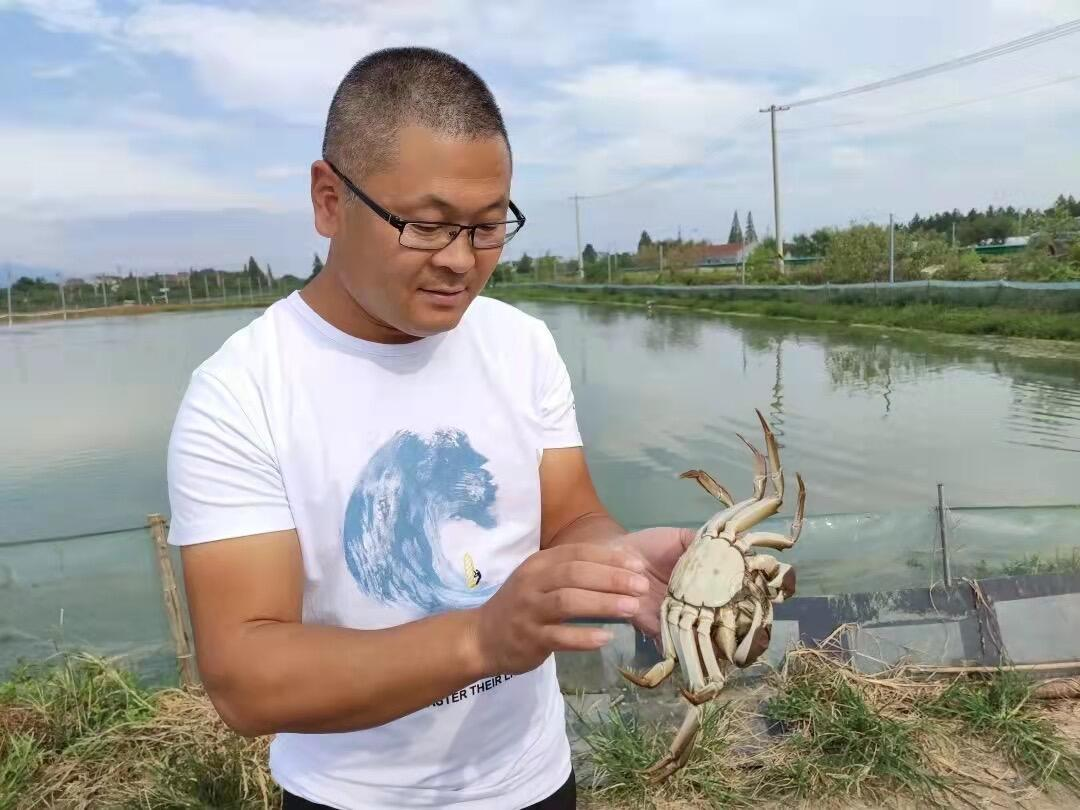

兰江蟹，青壳白肚，金爪黄毛，和阳澄湖蟹一样，品属中华绒螯蟹，也就是人们常说的大闸蟹，兰溪人为这一独特江鲜命名为兰江蟹。
兰江蟹因产量少和口感好，身价堪比阳澄湖大闸蟹，因此兰溪民间还流传着“一斤螃蟹一担谷”的说法。兰溪的资深吃货李渔也偏爱兰江蟹，他曾在《闲情偶寄》中记载吃蟹：“九月十月为蟹秋，心能嗜之,口能甘之,终身不能忘之。”

### 赤溪肉大饼
肉大饼为当地最受欢迎的早餐美食，饱满充实，价廉味美。一块大饼配合一根油条，则成为典型的“一夹大饼油条”（字面亦表明了油条当夹在大饼之间，人们亦戏称为“三明治”）。其成分主要以面粉为主，经特质的烤炉熏烤，令人馋涎欲滴，欲罢不能。烤制工序令其丧失诸多水分，当地人往往配合豆浆为辅食，解渴又开胃。

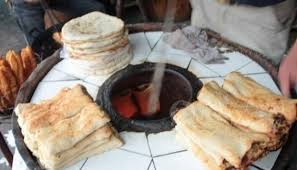
肉大饼，赤溪特产

### 赤溪霉干菜饼
霉干菜有多种做法，烤、炸、煎。赤溪本地霉干菜多采用烤制，一如制作肉大饼的烤炉。可做早饭，亦可作点心。采用白面、猪肉、葱花、霉干菜、芝麻等原料作馅，经木炭火烤制。鲜嫩的五花肉，葱郁的葱花完美地融入到霉干菜中。因其制作工艺方便，食用亦没有特定偏好（如肉大饼只在早饭贩售），诸多手艺人推着小车在车站等人流密集处贩售，极受欢迎。随着兰溪工业化进程，不少外地务工人员学习霉干菜手艺后，在全国各地流传开来。

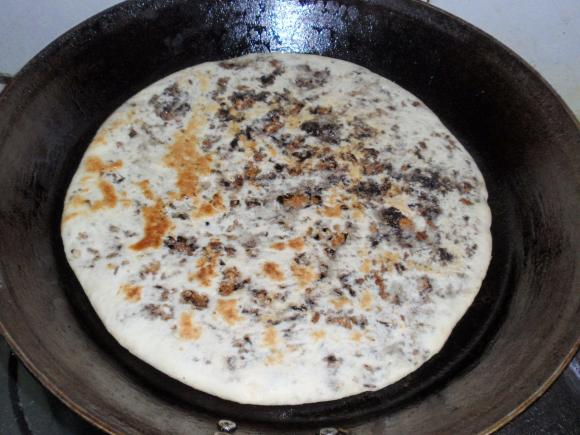
霉干菜饼，赤溪特产

### 赤溪酥饼
酥饼为金华地区特产，名声不在火腿之上，然口碑远远高于金华火腿。系有特制的脂烙酥而得名。脂烙酥用上好的猪油，拌以适量蒸好的面粉，化油时加适量花椒、桂皮，油化后剔出已炸酥的花椒、桂皮，再和面成馅。火烧皮用香油和面，包制好入炉，用文火烘烤而成。其特点是皮酥，瓤有异香而不腻。酥饼一般不作为早餐食用，更多地被当作招待贵宾的点心。该食品工业化生产后，只能提供室温口感，然而最佳食用方法则应当选取趁热出炉的酥饼，在油脂半融未融、糖分既粘非粘的状态下享受最佳。

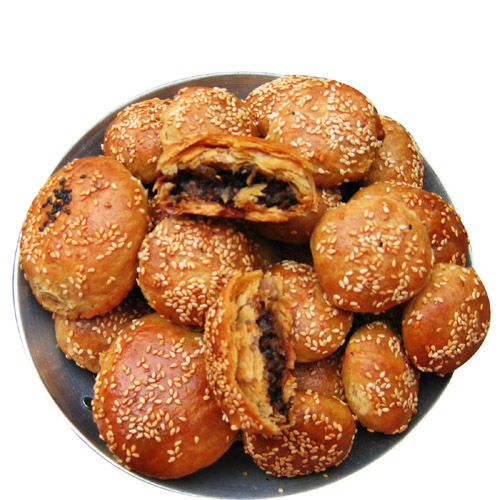
酥饼，赤溪特产

### 芝麻条
芝麻条为当地小食特色。传统上只在节庆期间供应，秋收芝麻后，农户先以芝麻扎取芝麻油，多余芝麻则制成芝麻条保存，其口感酥脆、味香甜美。当地居民以该食物创建“老口味食品厂”，首次参加华东农交会就被评为金华市优质农产品金奖。

### 冬米糖
冬米糖，入冬时将糯米蒸熟，经冻后晒干，再将冻米炒胖拌糖煎熬，冷却后切成条状小片即成冬米糖。有小孩家庭尤多制作。

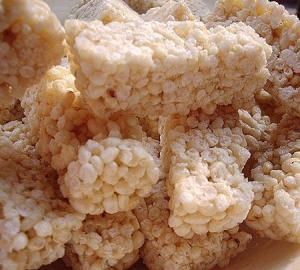
赤溪冬米糖

### 水晶糕
算是兰溪最古老最典型最普通的夏令饮品了。制作的原料非常简单，淀粉（番薯粉、荸荠粉、葛粉、藕粉、芭蕉粉皆可）加上糖水，条件好的再配点薄荷。一碗晶莹剔透、糯软爽滑、香甜可口的水晶糕摆在你面前，看看都冰爽惬意。据传清末，兰溪就有夏天吃水晶糕的传统，盛夏之时食用，清热解渴，一直延传至今。

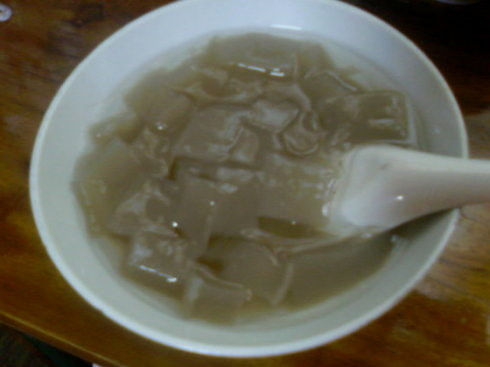
兰溪水晶糕

### 腌萝卜
腌萝卜同样为早餐辅食。当地人如在家就餐，多煮粥类作食，并辅助以腌小萝卜。小萝卜洗净后置入坛中发酵，待食用时方才取出使用。鲜脆爽口，十分开胃。

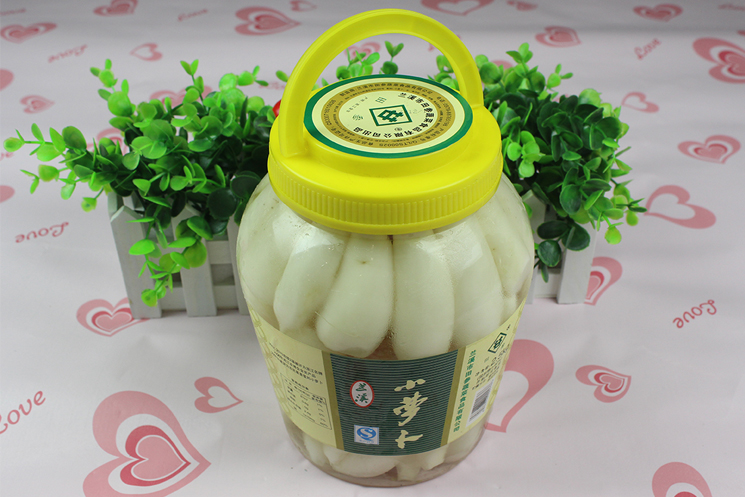
赤溪小萝卜

### 翠冠梨
东徐村为街道内最大的翠冠梨种植基地。1999年从浙江省农科院引进的优良早熟梨，该品种果实近园形，平均果重230克，大果重450克以上，果形指数0.96,果皮光滑,底色绿色,果肉白色,肉质细嫩脆、味甜、汁多，可溶性固形物11-12%，3月底4月初开花，7月中旬成熟上市，是砂梨系统中品质极优的品种。在2003年被农业部认定为绿色无公害产品，2003、2005年连续二届被评为金华市精品水果展示会金奖，2005年获得省精品水果展示会金奖。

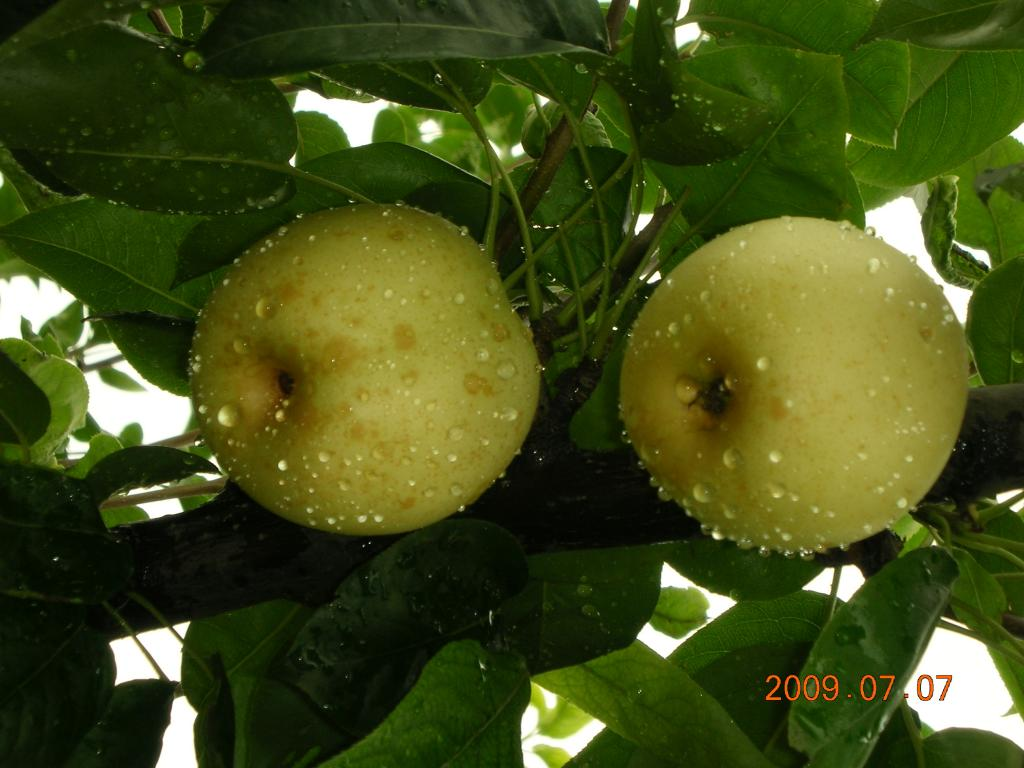
翠冠梨，赤溪特产

## 文物古迹
赤溪街道辖区内，拥有浙江省文物保护单位2处；兰溪市文物保护单位2处：
| 编号               | 名称               | 时代               | 所在               | 类型               | 图片               | 公布                            |                    |
| 浙江省文物保护单位 | 浙江省文物保护单位 | 浙江省文物保护单位 | 浙江省文物保护单位 | 浙江省文物保护单位 | 浙江省文物保护单位 | 浙江省文物保护单位              | 浙江省文物保护单位 |
| ------------------ | ------------------ | ------------------ | ------------------ | ------------------ | ------------------ | ------------------------------- | ------------------ |
| 6-194              | 后龚永锡堂         | 清                 | 赤溪街道后龚村     | 古建筑             |                    | 第五批市保5-14 2017年第六批省保 |                    |
| 6-196              | 山背吴氏宗祠       | 清                 | 赤溪街道山背村     | 古建筑             |                    | 第五批市保5-15 2017年第六批省保 |                    |
| 兰溪市文物保护单位 |                    |                    |                    |                    |                    |                                 |                    |
| 3-                 | 姓叶陈氏节孝石坊   | 清                 | 赤溪街道姓叶村     | 古建筑             |                    |                                 |                    |
| 6-7                | 常满塘世德堂       | 清                 | 赤溪街道常满塘村   | 古建筑             |                    |                                 |                    |

## 旅游景点

### 姓叶村陈氏节孝坊
位于赤溪街道姓叶村外，为清嘉庆五年(1800年)所造：四柱五楼，高约800厘米，坊上有镂空与高浮雕装饰，工艺精细，檐口雕有鹬鸟啄河蚌的图案。1996年12月31日被浙江省文物局列为兰溪市重点保护文物。

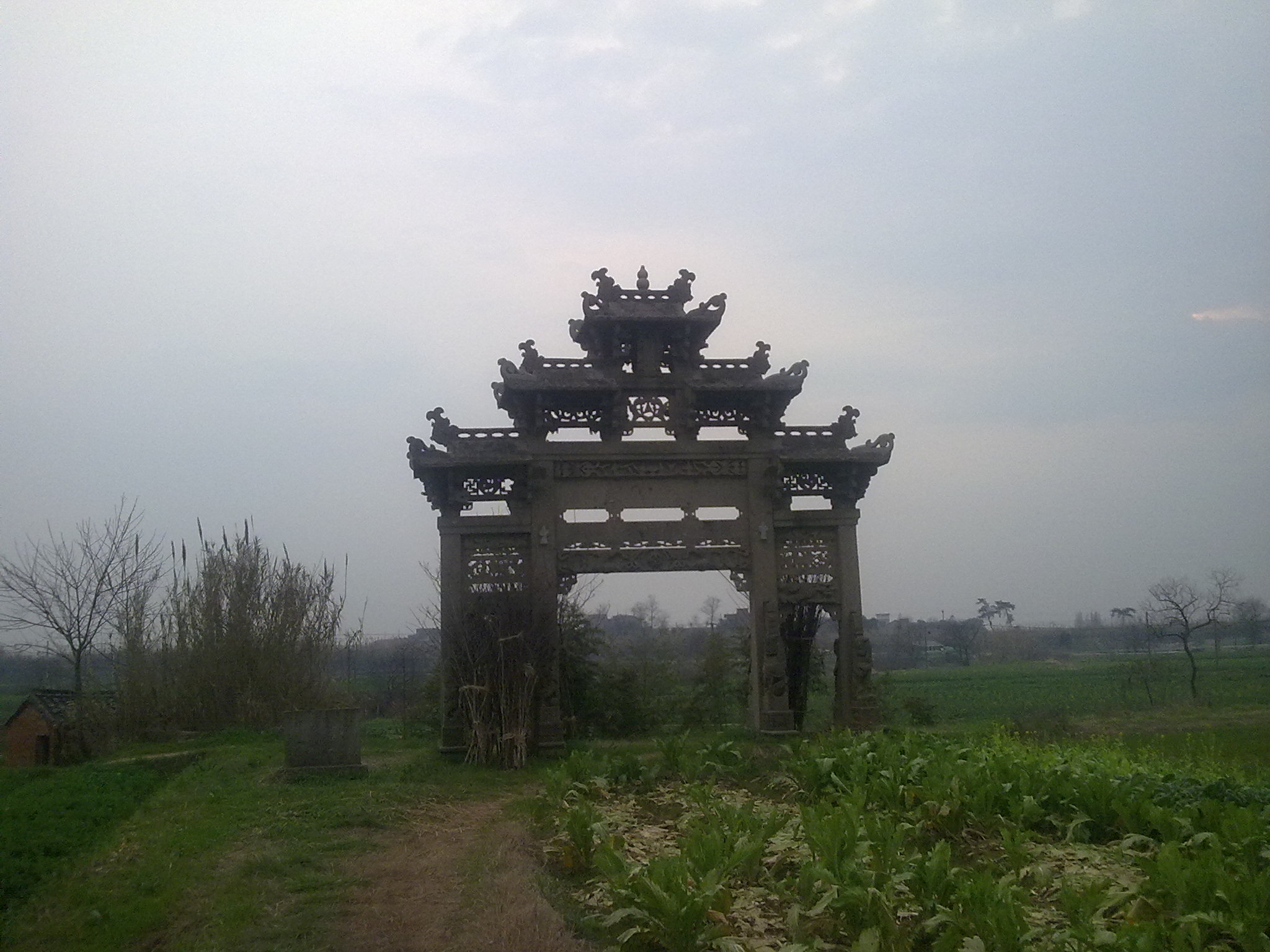
姓叶村陈氏节孝坊

### 赤溪桥
赤溪桥，建于明万历八年(1580)，位于赤溪桥头村西，是兰溪市最古老的石拱桥。为江永贵兄弟捐资始建，2孔，每孔净跨8.9米，全长20.5米，桥面4.6米，两旁设有栏杆，桥前立有石碑（现废）。嘉庆五年（1800），张伯乐，裘钧友等为首重修，现存完整。

### 金龙桥
金龙桥，建于清雍正年间(1723-1735)，位于姓潘村石龙山西侧。

### 京兰文化园
浙商回归重点招商项目京兰文化休闲园。项目投资主体为京兰水泥集团，项目位于赤溪街道插口村，用地涉及赤溪街道及兰江街道，规划用地面积1000多亩，建设内容包括京兰园休闲文化园、大司马墓公园、农耕文化园、体育文化公园、高档会所区及旅游度假区等，项目总体分三期，总投资6亿元多元，建设期3年左右，是兰溪目前规划最大的综合文化园项目，用地1100亩。自2012年开始，赤溪街道开始征地工作。

### 浙江兰溪云水山庄
云水山庄座落在市西南郊区(插口村)，距市中心6公里，山庄依山傍水，座北朝南，远眺仙霞山脉，近收衢江于眼底。山庄广泛运用唐、宋、元、明、清时的木雕、砖雕和石雕，建筑独具风格，山庄占地3万多平方米，是一家集文化交流，休闲娱乐，旅游度假为一体的综合型休闲观光园， 是兰溪市首批三星级农家乐单位。区内占地1500㎡唐传佛教“如来宝殿”，藏有唐、宋、元、明、清等各个时期的木、砖、石雕件上万件。还有500㎡的明清建筑“秀野书画”、容纳百人的竹木餐厅、可供300多人的野吹烧烤广场等休闲娱乐设施。二期建筑将建30幢仿明清建筑的小木屋，中型会议室，水上娱乐活动中心，垂钓中心，户外体能训练基地等。为市级农家乐经营户三星级。

### 篱笆园休闲农庄
休闲农庄位于兰溪市赤溪街道下洪溪村，为市级农家乐经营户三星级。

### 自然景观
- 赤溪、桥头溪、荷家溪三溪在插口相汇注入衢江，形成了独特的自然环境，此地建设有兰溪云水山庄；然因邻近衢江，地势低洼，几乎每年汛期，插口村都首当其冲遭遇洪灾，故历年来水利堤防工程不断被完善。有“浙江堤坝看兰溪，兰溪堤坝看赤溪”一说[61]。
- "兰溪第一塘"：常满塘。常满塘面积500多亩，为全市最大湖塘，塘内塘外绿树成荫，郁郁葱葱，鱼虾肥美，白鹭成群[62]。
- 该街道还藏有栽培于宋代的宝贵樟树，树高15米，胸径352厘米；夏天时候郁郁葱葱，不少村民在此树下乘凉，小孩亦乐在此地玩耍。此树为兰溪市保护名木，保存于原杨塘乡初中旧址外[6]（1998年4月原杨塘初中并入原赤溪初中）。

## 生态建设

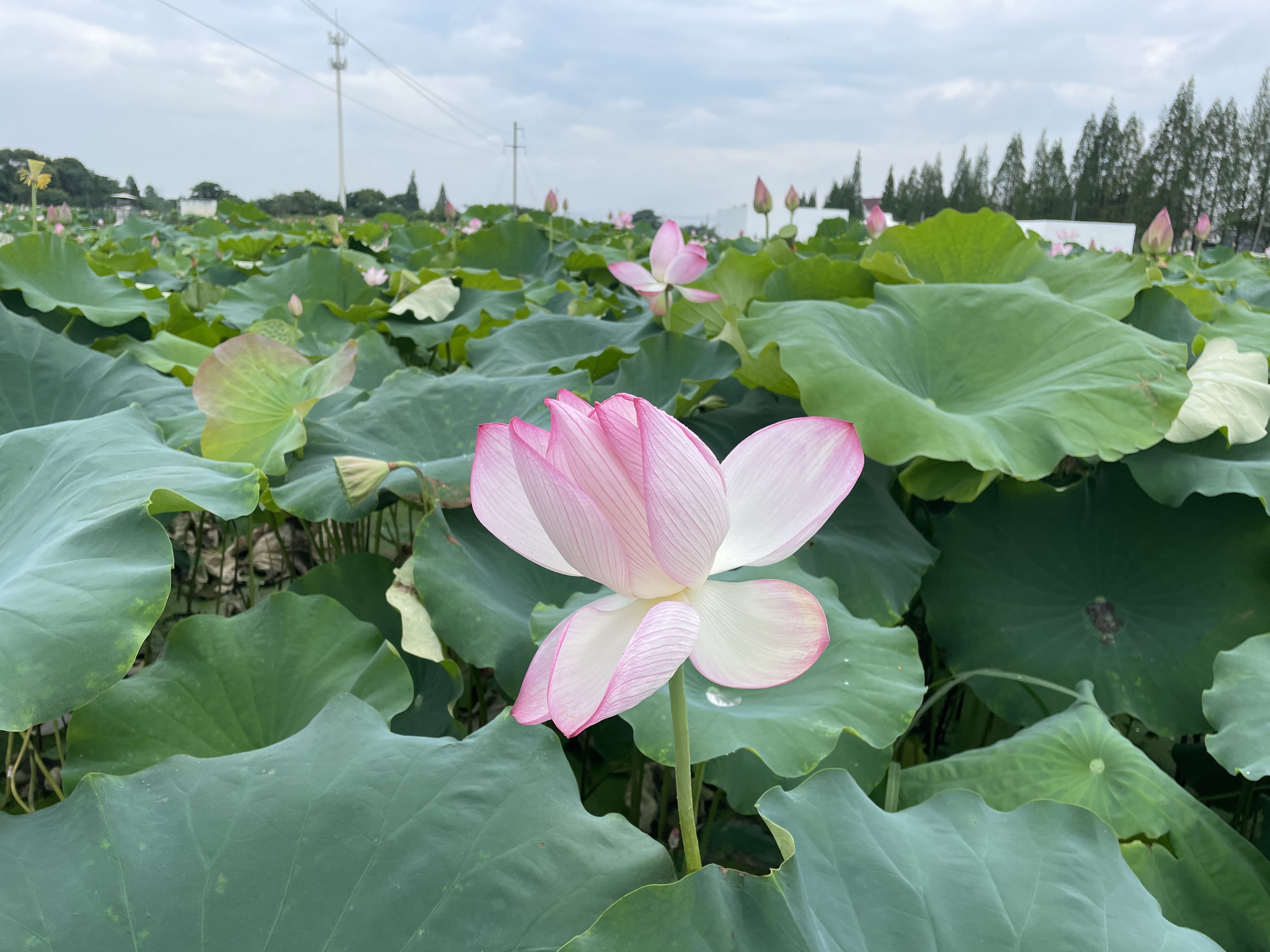

### 赏荷胜地
常满塘村因塘而名，素有“兰溪第一塘”的美誉，是省3A级景区村，是极佳赏荷地。常满塘村的这口池塘叫常满塘，它有“兰溪第一塘”之称，塘中建有石桥，岸边杨柳依依，远远看去，竟似西湖的秀美。荷花种植户介绍，千亩荷花园在六月初就开始陆续绽放，为了让荷花园更有观赏性，前期种植的时候选用了几款优良的品种。“

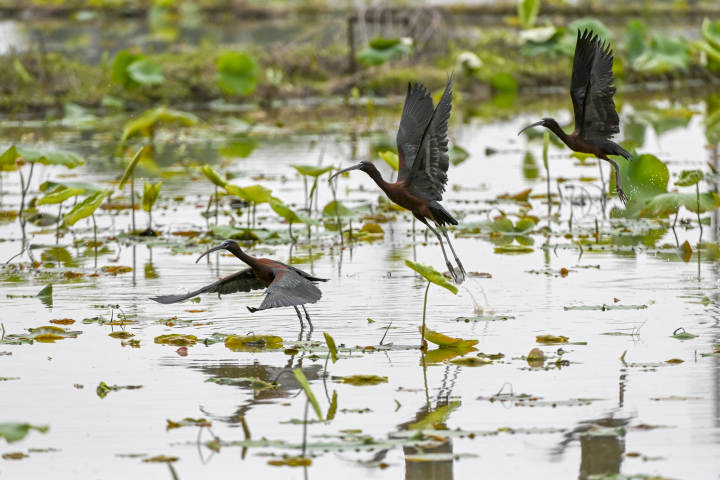

### 彩鹮栖息
彩鹮是国家一级保护群居动物，主要栖息在温暖的河湖及沼泽附近，有时也会到稻田中活动。在我国，由于栖息地减少等原因，中国濒危动物红皮书曾一度宣布彩鹮在中国绝迹，直到2009年中国境内才开始出现它们的踪迹。兰溪市赤溪街道常满塘村田园里多次出现四只彩鹮。青铜栗色的体羽，嘴长而下弯，两大两小四只彩鹮时而翱翔蓝天引颈长啸；时而在荷花田里翩翩起舞追逐嬉戏。

## 民俗谚语
- 一箩穷，二箩富，三箩开裆裤，四箩卖豆腐，五箩开当铺，六箩骑白马，七拷神锣，八箩煞雅酿，九箩做长工，十箩当皇帝.
- 春寒多雨水。
- 二月二，晴一晴，起风落雨到清明。
- 日照中，两头空（春雨期间，中午转晴，傍晚仍然下雨）。
- 日晕三更雨，月晕午时风。
- 蚂蚁搬家有大雨。
- 五月西风大水兆，六月西风石板翘。
- 雨打早午更，雨伞不用撑。
- 西虹晴，东虹雨。
- 春雾雨，懂雾雪。
- 清明断雪，谷雨断霜。
- 吃了端午粽，再把棉袄送。
- 一九、二九，寒风凛冽怕出手；三九泼水结冰冰上走；四九三十六，门前挂冰笤；五九冻死嗯（方言，指牛犊）；六九地气暖；七九、八九，河边出杨柳；九九八十一，出铲畈麦赤膊晒背脊。

## 文化风采

### 民俗
- 清代起，每年农历三月初三，要举行为期三天的三月三石龙头庙会(建国后改称物资交流大会)，方圆几十里的老百姓和个体经商户前来赶会，人山人海，车水马龙。各类商品，目不暇接。每年庙会都要邀请戏班演戏，热闹非凡。至今仍是盛况空前。
- 同金华周边县市一样，出嫁的女儿有二天不能在父母家过，一个是除夕，一个是冬夜。金华地区有句民谚，叫做：“过个年，去个爷（父亲）；过个冬，去个公。”意思是说出嫁的女儿在自己父母家过年对娘家不好，会带来秽气，可能会克死自己的父亲。所以一般懂事的女儿结婚后都不在自己父母家过除夕和冬至。但现在有很多人也不顾忌这个了，女儿出嫁后在自己父母家跟父母一起过年的大有人在。
- 端午赛龙舟的习俗，在兰溪首承自赤溪。早在元朝末年，赤溪杨塘一带就流传着端午节划龙船的习俗[66]。在2006年和2009年，赤溪街道举办两届“划龙船”比赛，重新开启了传统习俗延续；后该赛事升级为兰溪金秋龙舟赛，从中选拔优秀队伍参与省级比赛。
- 腊月掸尘、切冻米糖，冬至酿年酒、炒米胖、捕年鱼，过小年夜，贴年对，谢年，年夜饭吃年糕，过除夕，年初一迎新年祭祖坟，初二拜年，正月十五闹元宵迎龙灯舞狮子[4]。

### 历史遗迹
- 元代大司徒陈萍的墓址位于赤溪街道插口村青山垅。然该墓在上世纪六七十年代时已经被盗，那个时候修水渠，就把古墓中陪葬的石构件埋在了下方，近年修330国道，又陆陆续续被挖了出来[67]。
- 二十世纪七十年代，杨塘毛驯山曾采集到新石器时代的印纹陶瓷和石器。
- 1987年姓潘村迎灯山南侧发掘东汉古墓葬，出土文物有盆、双耳陶罐、小石斧等。
- 山背村、俞家村、后龚村古建筑较多，其故民居建筑及厅堂极具特色。

### 《纺织人家》
2013年1月，兰溪首部自制22集电视连续剧《纺织人家》在兰溪电视台首播。电视剧由兰溪电视台和赤溪纺织龙头企业浙江彩之源纺织有限公司联合摄制。该剧是市广播电视台首部自拍自制并达到国家播出标准的电视剧。本剧通过纺织人家两代人的创业爱情故事，展现兰溪纺织行业艰苦奋斗、转型升级的历程，具有浓郁的本土特色，采用兰溪演员、兰溪场景，并融合了兰溪的风土人情和人文历史。
《纺织人家》的导演团队来自浙江电艺影视有限公司，全部是兰溪演员、兰溪场景、兰溪故事，融合了兰溪的风土人情、人文历史，具有浓郁的本土特色。

### 《赤溪街道志》
《赤溪街道志》编纂工作从2012年12月开始，经过了充分准备，搜集资料，纵记史实，几订纲目，反复修改，数易其稿，最终完成了约75万字，分15编、68章、214节的志书专著，配有记、诗赋、图表、录、照片等。志书前有所稽，后有所鉴，贯古通今，内容翔实，全面客观记述了赤溪的自然、经济、社会兴衰变迁的历史，是了解赤溪、认识赤溪的珍贵地情资料。
书号: ISBN 978-7-308-13136-0
出版发行：浙江大学出版社
版印次：2014年9月第一版
定价：138元

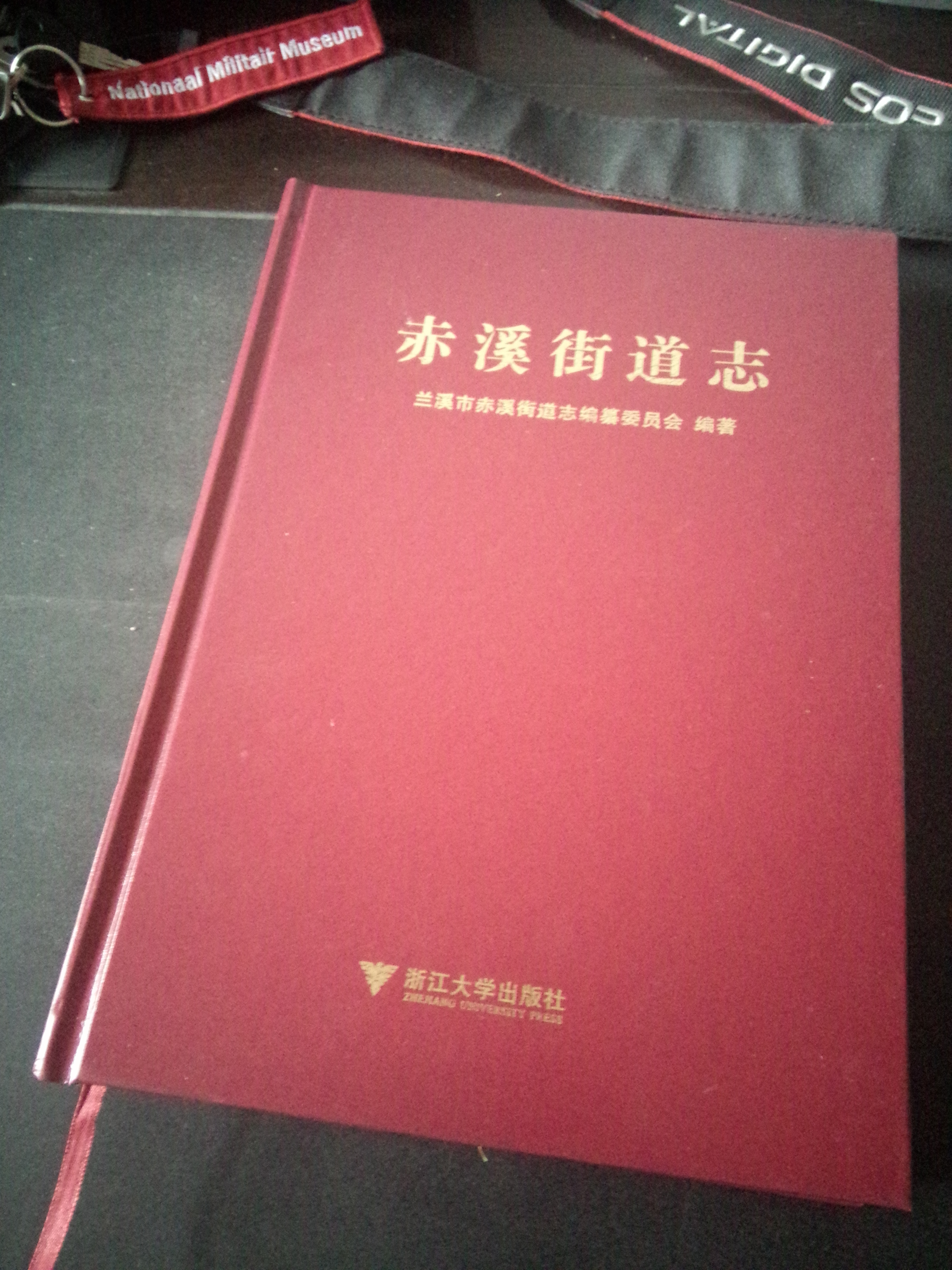
赤溪街道志

本书由兰溪市委书记、市人大常委会主任吴国成作序，兰溪市政协主席刘成芝题字。吴国成在序中写道：“盛世修志，志载盛世”是历史赋予当代人的担当，义不容辞。对于赤溪街道来说，《赤溪街道志》是一部兴利除弊的“资治通鉴”，对于全街道人民，特别对青少年来说，是一份爱国主义、社会主义革命传统教育的乡土教材；对于身在他乡的赤溪籍儿女而言，更是一笔沟通信讯，记忆乡音，解慰乡情的精神财富。

### 专题报道
- 2014年3月4日，中国经济导报：《兰溪赤溪：从毛巾之乡启程 打响城郊经济》 （页面存档备份，存于）
- 2014年10月29日，都市快报：《兰溪市赤溪街道所有村庄都有一口池塘可游泳》 （页面存档备份，存于）

## 历史名人

### 陈萍
生于1267年，卒于1322年，字希轩，号碧湖，兰溪甘棠乡人，宋丞相陈宜中侄子。自小兼通梵教，骑射亦精。后入朝，以功拜大司徒，进阶银青荣禄大夫。卒葬兰溪甘棠乡施家青山垅。
在元代，漢人、南人出任宣政院使僅有一例，比率極低 (2%)。陳萍 (1269-1325) 以南人出身而得任此職，情況特殊，需要說明。陳萍先祖原為燕人，後隨宋室南遷。陳萍父自中為宋大都督府行軍司馬，提兵拒守汾水關，執節以死。伯父宜中官至宋右丞相兼樞密使，宋亡後棄官浮海不返。陳萍與二兄幼育於外家。元世祖滅宋，特命物色故宋丞相子弟之留江南者，陳氏兄弟遂入大都。陳萍「善梵學」，被旨賜名輦真加剌思，入侍裕宗於東宮。成宗即位，以「先朝舊臣，尤加眷遇」，土蕃有警，「詢於在廷，無以易公」，特拜宣政院使。清楚說明陳萍得任此官，在於兼具裕宗怯薛與嫻熟藏務（「習於西事」）兩項優勢。

### 潘清镛
中医，姓潘村人，清光绪二十三年(1897)开始学医，对小儿科颇有造诣，民国三十六年(1947)病故。
石龙头姓潘潘氏家训十款：敦孝悌，尚廉耻，重礼让，务本业，择婚姻，慎交友，肃阃范，睦宗族，严立继，崇谱牒。